# История Кентукки

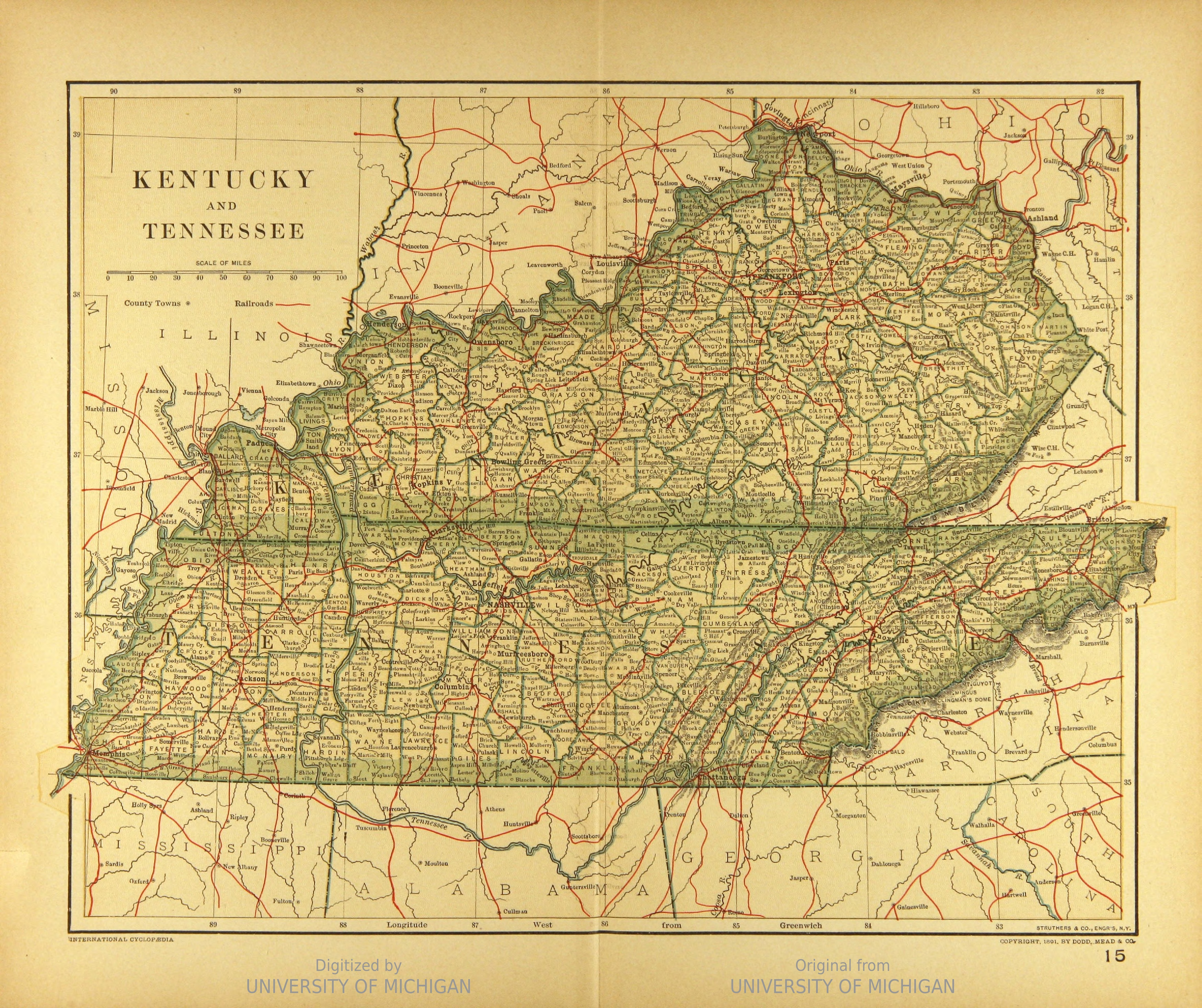
Карта Кентукки и Теннесси 1894 года

История штата Кентукки начинается примерно 11 000 лет назад с заселения этой территории первыми людьми; около 1800 года до н. э. люди стали постепенно переходить от присваивающего хозяйства к производящему. Около 900 года на западе и в центре Кентукки распространилась Миссисипская культура. В восточном Кентукки сложилась культура Форт-Эйншент, отчасти напоминающая Миссисипскую.
Первые европейцы прибыли в конце XVII века с севера по реке Огайо и с востока через горы Аппалачи. В 1750 году первопроходец Томас Уокер обнаружил Камберлендский проход и принёс на восточное побережье первые сведения о Кентукки. В 1774 году было основано первое европейское поселение, Харродс-таун, а в 1775 году была образована Трансильванская компания. Дэниел Бун договорился о покупке участка земли у индейцев чероки и проложил дорогу, которая позволила мигрантам переселяться на эту территорию. 23 мая 1775 года была основана колония Трансильвания.
1 января 1777 года территория колонии была объявлена округом Кентукки в составе штата Вирджиния, а 1 июня 1792 года округ Кентукки был выделен в отдельный штат, который был принят в Союз как 15-й штат. Он оставался в основном слабо заселённой сельской провинцией. В конце 1811 года штат пострадал от мощных Нью-Мадридских землетрясений. В начале Гражданской войны Кентукки был рабовладельческим штатом, но сначала сохранял нейтралитет и не присоединился к Конфедерации, однако постепенно к власти в штате пришли сторонники Севера. Армия Юга вторгалась в Кентукки в ходе Кентуккийской кампании, но была вынуждена отступить. После войны штат не был оккупирован федеральной армией, хотя и контролировался в основном демократами, поэтому был лишь частично затронут программой Реконструкции. В годы Позолоченного века в штате постепенно была введена расовая сегрегация, в то же время женщины получали всё больше прав и к 1920 году добились права голосовать.
Из-за слабой промышленности штат легче других перенёс Великую депрессию, а в 1950-х годах мирно, без конфликтов, провёл десегрегацию. Так как чернокожие уже имели право голоса, то борьба за гражданские права слабо затронула Кентукки и не привела к расовым конфликтам. В начале XXI века штат стал форпостом республиканизма и регулярно голосовал за губернаторов и президентов от республиканской партии.

## Ранняя история
Первыми людьми на территории Кентукки были палеоиндейцы, которые появились здесь около 9500 лет до нашей эры. Это были охотники и собиратели, которые кочевали с одной стоянки на другую. В Кентукки найдено всего несколько таких стоянок. В начале палеоиндейского периода климат был холоднее современного, но он постепенно теплел, и природа штата менялась. Постепенно отмирала плейстоценовая мегафауна: мамонты, мастодонты, бизоны и гигантские ленивцы. Основным орудием человека в то время были копья с каменными наконечниками кловисского типа. В Кентукки не найдено мест массового убийства животных, вероятно потому, что слои того времени залегают глубоко под отложениями реки Огайо. Таким местом предположительно может являться крупное скопление костей на территории парка штата Биг-Бон-Лик.
Между 9000 и 8500 годами длился Средний палеоиндейский период, когда человек начал переходить с мегафауны на более мелкую дичь, а с 8500 до 8000 года длился Поздний палеоиндейский период, который отличается большим разнообразием форм наконечников. К 8500 году в Кентукки уже вымерла вся мегафауна, и люди стали охотиться на оленей, медведей и индеек. Они перестали быть привязаны к местам скопления крупных животных, а равномерно расселились по всему штату. После 8000 года природные условия стали приближаться к современным, численность людей выросла и начался Архаический период, который продлился до 1000 года до н. э. Он делится на Ранний (8000—6000), Средний (6000—3000) и Поздний (3000—1000) периоды. В эту эпоху человек пользовался каменными наконечниками примерно того же вида, что и ранее, но стал делать выемки у основания наконечника. Среди находок крайне мало предметов для обработки растений, из чего следует, что человек всё ещё питался преимущественно мясом. В Кентукки мало стоянок и находок Среднего архаического периода, поэтому он изучается в основном по находкам в других штатах. К Позднему архаическому периоду уже появляются первые признаки социального неравенства, и к этому же времени относят появление инструментов из неместных материалов, что говорит о зарождении торговли. К этому периоду относится стоянка Индиан-Нолл.

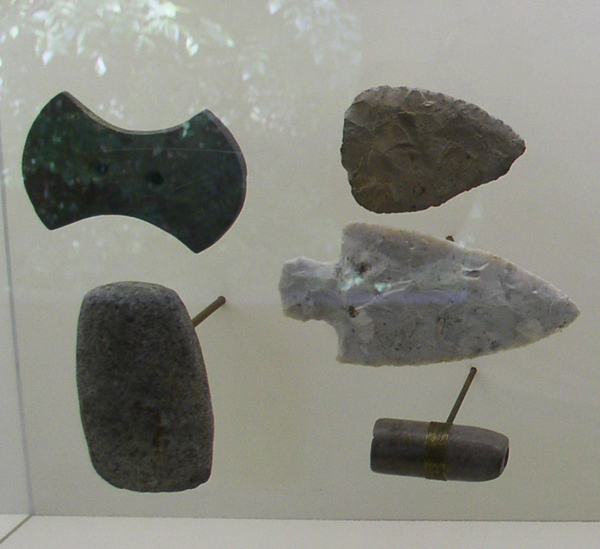
Орудия культуры Адена

За Архаическим периодом последовал Вудлендский период, который начался с появления керамики, хотя на востоке Кентукки она появилась уже между 1000 и 800 годами, а на западе только 500 лет спустя. К этому же периоду относится появление первой ткани. В это время люди уже научились выращивать некоторые растения. Появляются первые ритуальные объекты, сначала просто места захоронений, а к 500—400 годам уже строятся большие курганы. Предполагается, что в это время население выросло, конкуренция за землю возросла, и возникла необходимость в строительстве объектов, символизирующих право на территорию. В Средний Вудлендский период (с 200 года до н. э.) жители Кентукки общались с соседними регионами, будучи частью так называемой Хоупвеллской системы обмена. На северо-востоке Кентукки около 500 лет до н. э. сформировалась культура Адена, от которой осталось множество курганных захоронений. С 500 по 1000 год нашей эры длился поздний Вудлендский период, когда были изобретены лук и стрелы (примерно в VIII веке), а к самому концу периода жители Кентукки научились выращивать кукурузу.
Около 900 года нашей эры земледелие стало доминирующей формой экономики, и с этого момента отсчитывается начало формирования земледельческой Миссисипской культуры, время существования которой называют Миссисипским периодом и делят на Ранний (900—1300) и Поздний (1300—1700). В Кентукки памятники этого периода сосредоточены в основном на западе штата. Самым информативным памятником считается поселение Маршалл-Сайт. Типовое поселение того времени имело центральную площадь, окружённую курганами, вокруг которых группировались дома. Восток штата был в то время слабо заселён, и памятники этого региона относятся к культуре Форт-Эйншент, отношения которой с миссисипцами пока недостаточно исследованы. Поселения Миссисипской культуры на западе штата пришли в упадок после 1500 года; когда в регионе появились первые европейцы, они не заметили здесь признаков этой культуры. Некоторые археологи полагают, что население ушло отсюда ещё около 1300 года, но доминирующая теория связывает депопуляцию с появлением болезней, занесённых в Америку европейцами.
К середине XVIII века территория Кентукки не имела постоянного населения. Индейцы чероки, чокто и крики жили к югу от реки Камберленд, индейцы ирокезы, шауни, иллинойсы, вайандоты и делавары жили к северу от реки Огайо, охотились на территории Кентукки, вели там войны, проходили через неё в различных направлениях, но никогда на задерживались надолго, всякий раз возвращаясь на свою территорию, где чувствовали себя в безопасности. В 1752 году торговец Джон Финли видел в Кентукки большое поселение Eskippakithiki, но и оно впоследствии исчезло.

### Первые исследования

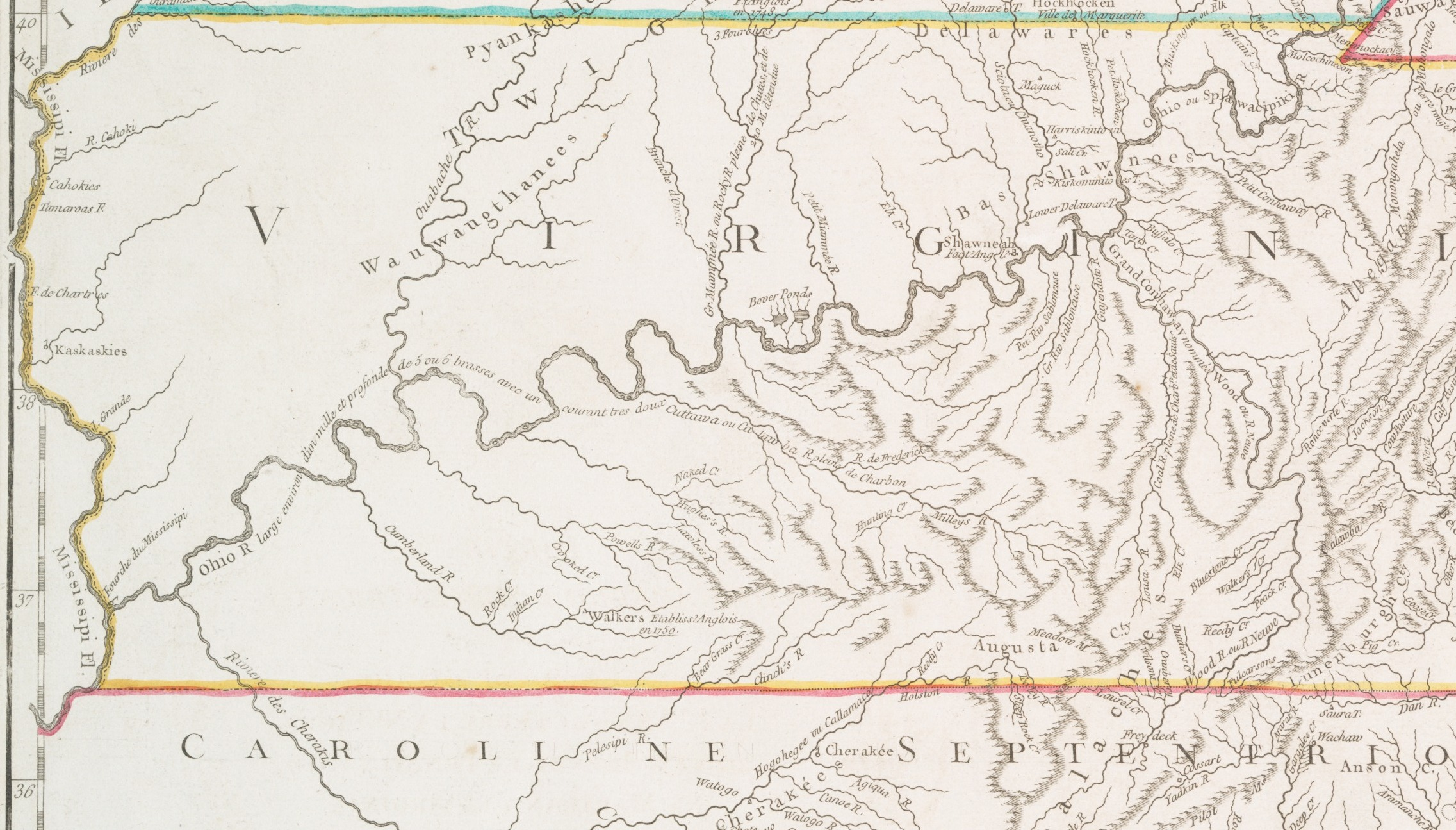
Река Огайо и территория Кентукки на карте 1768 года

Первые колонисты из Англии сразу заинтересовались землями, лежащими в верховьях больших рек, но продвигались к ним очень медленно. В 1642 году Вирджинской ассамблее было предложено заняться изучением этого региона, но только после 1669 года губернатор Беркли организовал несколько экспедиций, в ходе которых был основан форт Генри. С 1671 года фортом командовал полковник Эйбрахам Вудс. Он организовал несколько экспедиций на запад и открыл реку Огайо. В 1673 году французы заявили свои претензии на западные территории, что заставило Вудса отправить ещё несколько экспедиций, но они закончились ничем, и на этом дальнейшие попытки были временно прекращены.
В 1742 году небольшая британская экспедиция снова вышла к реке Огайо, но столкнулась с французами и один из её участников попал в плен. В 1749 году французы начали продвигаться из Канады в сторону своих владений на Миссисипи, формируя цепь укреплений. Британцы пытались противодействовать, заключая договоры с индейцами, но неудачно. К этому времени отдельные охотники и торговцы уже хорошо изучили основные реки, горные проходы и тропы в этом регионе. К середине века в колонии Вирджиния стал ощущаться дефицит земли, и в 1747 году была создана Компания Огайо для освоения земель на западе. 6 марта 1750 года на запад отправилась экспедиция Томаса Уокера, которая 13 апреля прошла ущелье, дав ему название «Камберлендский проход». Уокер исследовал несколько рек и дал им названия, а также построил первый бревенчатый дом, который стал первым жилищем европейцев на территории Кентукки. 20 июня он прошёл Камберлендский проход в обратном направлении. Экспедиция не обнаружила ничего ценного, но стала основой для последующих.

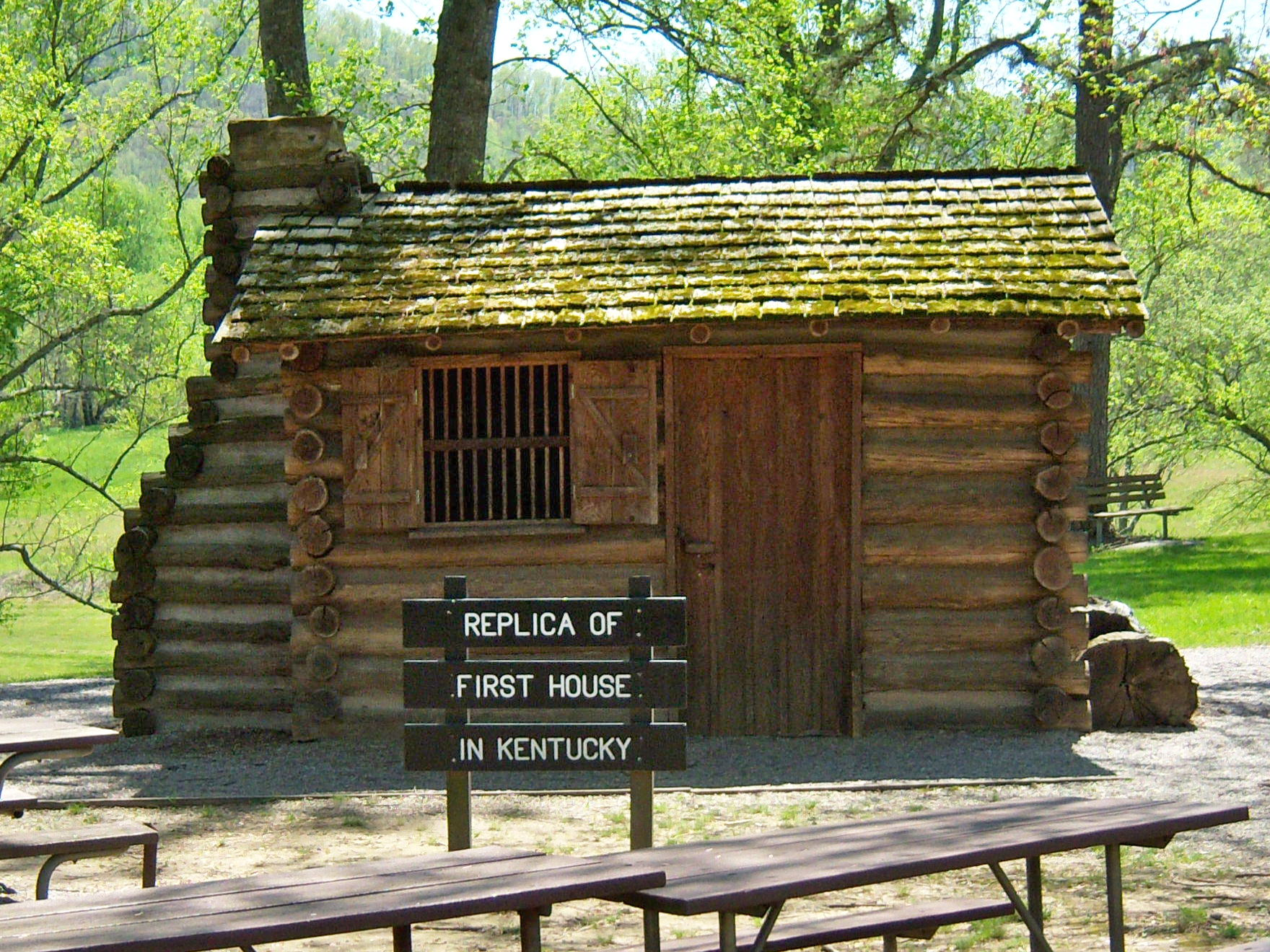
Реконструкция первого дома Уокера

В начале 1751 года исследователь Кристофер Джист добрался до реки Огайо, посетил несколько индейских деревень, нашёл кости мастодонтов в районе нынешнего парка Биг-Бон-Лик, затем направился к Огайским водопадам, но 18 марта узнал о появлении там французов и повернул назад.
В 1753 году споры с французами из-за западных земель обострились и губернатор Динвидди послал в Огайо Джорджа Вашингтона и Кристофера Джиста с дипломатической миссией. Миссия показала, что французы уже начали проникновение в Огайо, поэтому в 1754 году туда была послана армия, и так началась Война с французами и индейцами, которая с переменным успехом шла до 1763 года и закончилась победой Британии. По условиям Парижского мира все французские земли на западе перешли к Британии. В том же году Георг III издал Декларацию 1763 года, согласно которой земля к западу от Аппалачей и к югу от Огайо стала частью индейской резервации. В 1768 году был заключён Договор при Хард-Лейбор, который сместил границы резервации на запад и открыл для поселенцев часть территории за Аппалачами. В начале 1770-х выходцы из Вирджинии и Северной Каролины основали поселения в долине реки Уотога и основали Уотогскую республику. Эти поселения стали удобной базой для дальнейших экспедиций по будущей территории Кентукки.

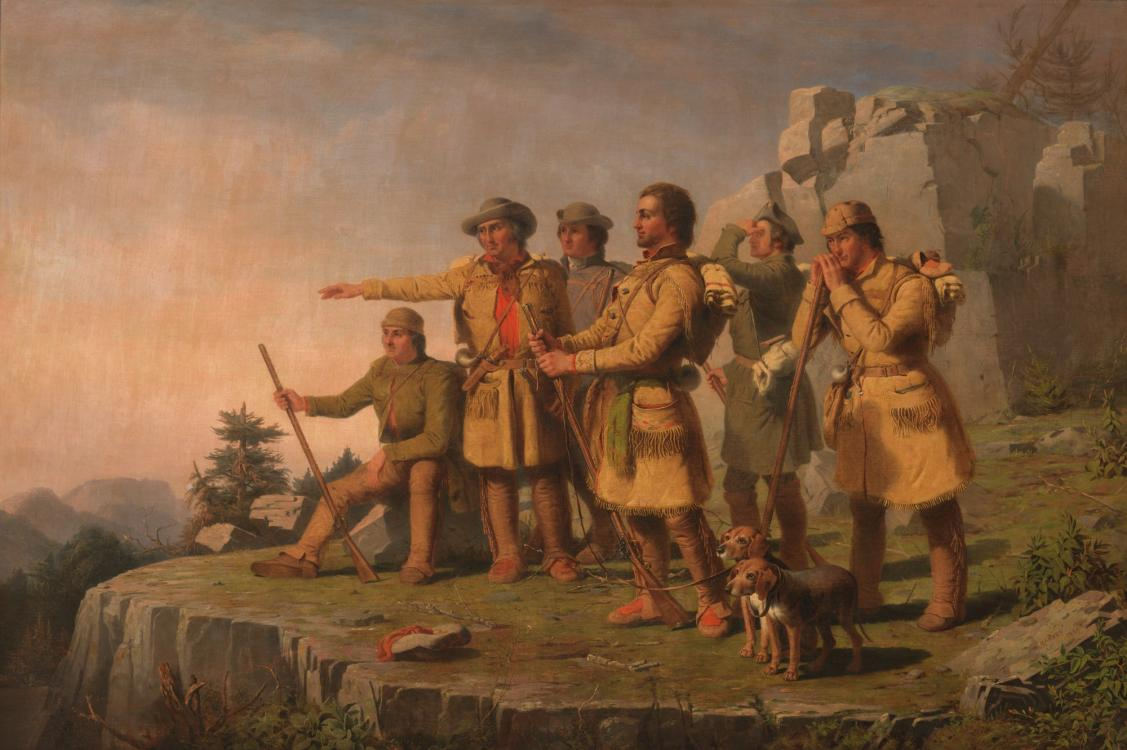
Дэниел Бун и Джон Финли на границе Кентукки. Картина Уильяма Рэнни 1849 года

В мае 1769 года за Аппалачи отправилась экспедиция Дэниела Буна и Джона Финли. Экспедиция столкнулась с индейцами и вскоре повернула обратно, но к Буну присоединилась его жена, и он остался за Аппалачами на несколько лет. В 1771 году он отправился назад с грузом шкур, но у Камберлендского прохода был ограблен индейцами чероки. Отчасти под влиянием рассказов Буна были организованы ещё несколько экспедиций в 1773—1774 годах, но они не привели к появлению постоянных поселений. В 1774 году Джеймс Хэррод начал строить поселение около современного Харродсберга, но 20 июля на его отряд напали индейцы, и попытка была сорвана. В мае того же года в Огайо произошла Резня у Жёлтого Ручья, которая стала причиной начала войны между вирджинцами и индейцами, известной как Война Данмора. Перед началом боевых действий губернатор Данмор послал Дэниела Буна в Кентукки, чтобы вывести в безопасное место всех участников экспедиций. Осенью армия Данмора перешла Аллеганские горы, а 10 октября произошла Битва при Пойнт-Плезант, после которой индейцы согласились заключить мир. По его условиям индейцы шауни уступили вирджинцам все земли к югу от реки Огайо.

### Колония Трансильвания
В 1774 году бывший судья Ричард Хендерсон создал Трансильванскую компанию, представители которой 17 марта 1775 года встретились с индейцами чероки и заключили с ними Договор при Сикамор-Шоалс, по которому индейцы передали компании землю между реками Огайо, Кентукки и Камберленд за 10 000 фунтов. По поручению компании Дэниел Бун построил форт Бунсборо на реке Кентукки. Однако новую колонию не признали ни северокаролинский губернатор Мартин, ни вирджинский губернатор Данмор. 23 мая Хендерсон созвал Ассамблею новой колонии, которая стала известна как Колония Трансильвания. В это время в Филадельфии уже работал Континентальный конгресс, и Хендерсон направил туда миссионера для переговоров о признании своей колонии. Бенжамин Франклин отнёсся к этому благосклонно, но вирджинские депутаты и лично Патрик Генри были категорически против.
Хендерсон продолжал искать способы легализации своей колонии, но поселенцы отправили Джорджа Кларка на переговоры с властями штата Вирджиния, предлагая подчиниться властям штата в обмен на помощь против индейцев. В результате этих переговоров 31 декабря 1776 года было объявлено о формировании округа Кентукки. Кларку передали запас пороха для обороны колонии, но когда он вернулся в Кентукки, там уже началась война с индейцами.

### Война с англичанами и чероки

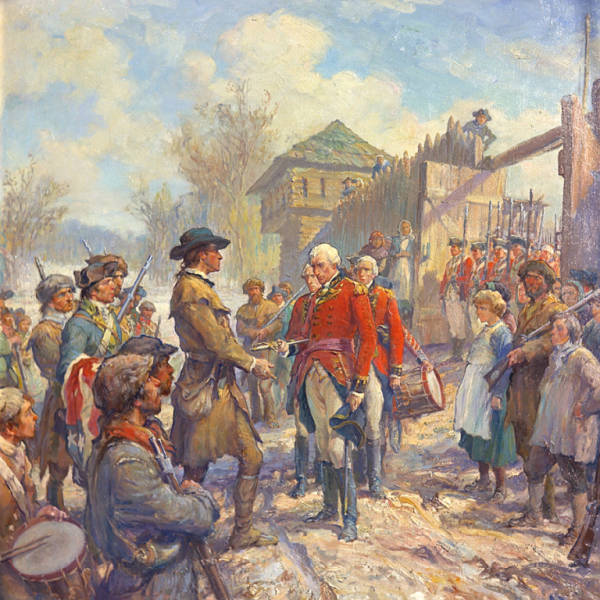
Капитуляция Гамильтона, картина Фредерика Иона 1923 года

В 1775 году житель фронтира Уильям Макконнелл встал лагерем в местечке, известном потом как Макконелл-Спрингс. Здесь до него дошли известия о сражении при Лексингтоне и Конкорде в Массачусетсе, и в честь этого события он назвал свой лагерь Лексингтоном. Этот лагерь впоследствии стал одним из самых первых постоянных поселений на фронтире, а в 1782 году Лексингтон получил статус города.
Когда летом 1775 года началась война с Британией, британское командование (генерал Гай Карлтон) приказало командирам фортов на западе организовать набеги индейцев на поселения колонистов, чтобы отвлечь внимание американского правительства и стимулировать дезертирство из американской армии. Основным организатором этих набегов стал вице-губернатор Генри Гамильтон, база которого находилась в Детройте. По Кентукки пошли слухи, что он собирает индейцев и раздаёт им ножи и томагавки. В октябре 1777 года Джордж Кларк снова посетил Уильямсберг и запросил у Патрика Генри помощи. Он получил деньги и оружие и набрал отряд в Пенсильвании. К маю 1778 года он собрал примерно 200 человек у Огайских порогов и оттуда начал Поход на Северо-запад. 4 июля он захватил британский пост Каскаския, перевербовал на свою сторону индейцев, а затем при помощи местных французов занял пост Винсенс.
В октябре 1778 года Гамильтон отбил Винсенс, но приостановил дальнейшие боевые действия до весны. Кларк понимал, что весной британцы легко разобьют его и смогут атаковать Кентукки, поэтому решил нанести контрудар: в начале февраля он выступил из Каскаскии на Винсенс, окружил пост, и 25 февраля 1779 года Гамильтон сдался. После этого британцы полностью утратили контроль над Западными территориями. Между тем в январе 1778 года отряд из Бунсборо попал в плен к индейцам вместе с самим Буном. Он сбежал в июне и предупредил жителей форта о скором нападении противника. В сентябре индейцы осадили форт, продержали его в осаде 13 дней, после чего отступили. Осада Бунсборо была важнейшим событием той эпохи, поскольку в случае падения форта американцы могли потерять весь Кентукки. Но так как набеги индейцев продолжались, полковник Джон Боуман атаковал селение Чилликоте. Сражение при Чилликоте прошло неудачно, но оно на какое-то время помешало индейцам продолжать набеги. В ноябре 1779 года Кларк вернулся в Кентукки. Зима 1779—1780 года была тяжёлой, с сильными морозами, и колонисты едва смогли пережить её.
Весной и летом 1780 года британцы начали наступление на Западе по трём направлениям. Одним из них было вторжение капитана Бёрда. Отряд Бёрда разорил два небольших форта, но после этого покинул Кентукки. В ответ Кларк вторгся в Огайо и разбил индейцев шауни в сражении при Пикве. В августе 1782 года индейцы атаковали Брайан-Стейшен, были отбиты, но во время преследования индейцев кентуккийские ополченцы были разбиты в сражении при Блу-Ликс. Сын Дэниела Буна погиб в этом бою. После этого сражения индейские набеги почти полностью прекратились.

### Борьба за независимость

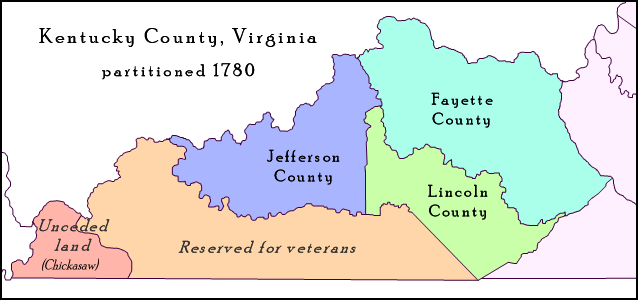
Округа Кентукки в 1780 году

Территория Кентукки быстро заселялась. С 1783 года по 1784 год население выросло с 12 000 до 24 000. Только в 1788 году сюда прибыло 10 000 человек. К 1790 году численность населения достигла 70 000. Это были мигранты из Северной Каролины, приходившие по Лесной дороге, мигранты из Пенсильвании, которые приплывали по реке Огайо, а также переселенцы из Вирджинии и Мэриленда. Многие поселенцы были ветеранами войны, с которыми правительство штата расплатилось землями в Кентукки. Сказывалось также снижение плодородности земель в Вирджинии и повышение налогов. 1 ноября 1780 года Кентукки был разделён на три округа: Фейетт, Линкольн и Джефферсон. По мере роста населения численность округов пришлось увеличивать: в 1784 году восточная часть округа Джефферсон выделилась в округ Нельсон, а в 1785 году север округа Фейетт выделился в округ Бурбон. В том же году из севера округа Линкольн образовались округа Мерсер и Мадисон.

Карта Кентукки 1784 года с обозначением первых трёх округов

Многие переселенцы не были вирджинцами, и им не нравились законы Вирджинии. Столица штата Уильямсберг был слишком далеко, и даже обращаться в апелляционный суд в столицу было слишком дорого из-за расходов на дорогу. Кентуккийцы стали подавать петиции с жалобами в Ассамблею Вирджинии и в Континентальный конгресс. На их сторону встал даже публицист Томас Пейн, который в памфлете Public Good заявил, что законы Вирджинии не должны распространяться на Кентукки. 27 декабря 1784 года в Данвилле собрался конвент, чтобы решить проблемы с индейцами и обсудить вопросы независимости. В мае 1785 года собрался второй конвент. Было предложено отделиться от Вирджинии, но пока не присоединяться к Конфедерации штатов, а подождать, пока наладится обстановка в самой Конфедерации. В 1787 года стала выпускаться газета Kentucky Gazette, где стали публиковаться статьи по вопросам отделения. В августе 1785 года собрался 3-й конвент, которые стал требовать незамедлительного отделения. Такое отделение казалось неизбежным, так что даже появились планы создания собственной конституции.
10 января 1786 года Ассамблея Вирджинии опубликовала условия, на которых считала приемлемым отделение Кентукки. Одним из них было присоединение нового штата к Конфедерации, поскольку политики Вирджинии опасались непредсказуемости полной независимости. Кентукки должен был взять на себя часть внешнего долга Вирджинии, а навигация по Огайо должна быть свободной. В 1786 году с задержками собрался 4-й конвент, который завершился ничем, а между тем Испания отменила свободную навигацию по Миссисипи, что нанесло ощутимый урон кентуккийской экономике. 17 сентября 1787 года собрался 5-й конвент, который отправил (с согласия вирджинской ассамблеи) Джона Брауна своим представителем в Конгресс Конфедерации. 3 июля 1788 года тот подал Конгрессу петицию о независимости Кентукки, но конгресс не проявил к этому интереса. Это повергло в уныние кентуккийское общество, так что 6-й конгресс, который должен был создать конституцию нового штата, так ничего и не решил. 4 ноября 1788 года собрался 7-й конгресс, на котором депутат Джеймс Уилкинсон пытался предложить присоединение Кентукки к Испании. Независимость не была объявлена и на этот раз. В апреле 1789 года собрался 1-й Конгресс США, который сразу же занялся вопросом независимости Кентукки. 26 июля 1790 года в Данвилле собрался 9-й конвент, который принял все условия Вирджинии, начал подготовку к созданию конституции и начал переговоры с президентом Вашингтоном. 4 февраля 1791 года Сенат и Палата представителей одобрили присоединение Кентукки.
В период между 9-м и 10-м конвентом кентуккийцы активно обсуждали проекты конституции. В итоге был разработан документ, который предполагал три ветви власти, и отменял имущественные ограничения для права голосования: все белые мужчины старше 21 года имели право голоса. В апреле 1792 года 10-й конвент принял Первую конституцию Кентукки, а 1 июня 1792 года Кентукки был принят в Союз в качестве 15-го штата. Среди всех штатов США Кентукки дольше всех (кроме, возможно, Канзаса), боролся за присоединение к Союзу.
Лексингтон был объявлен столицей нового штата, 4 июля 1792 года здесь прошла инаугурация первого губернатора Исаака Шелби. Легислатура выбрала Александра Буллитта спикером сената, а Роберта Брекинриджа спикером палаты представителей. Были выбраны два первых сенатора от штата в Конгресс США: Джон Браун и Джон Эдвардс. 22 декабря сессия легислатуры закрылась, после чего столица штата была перенесена во Франкфорт.

## Формирование штата

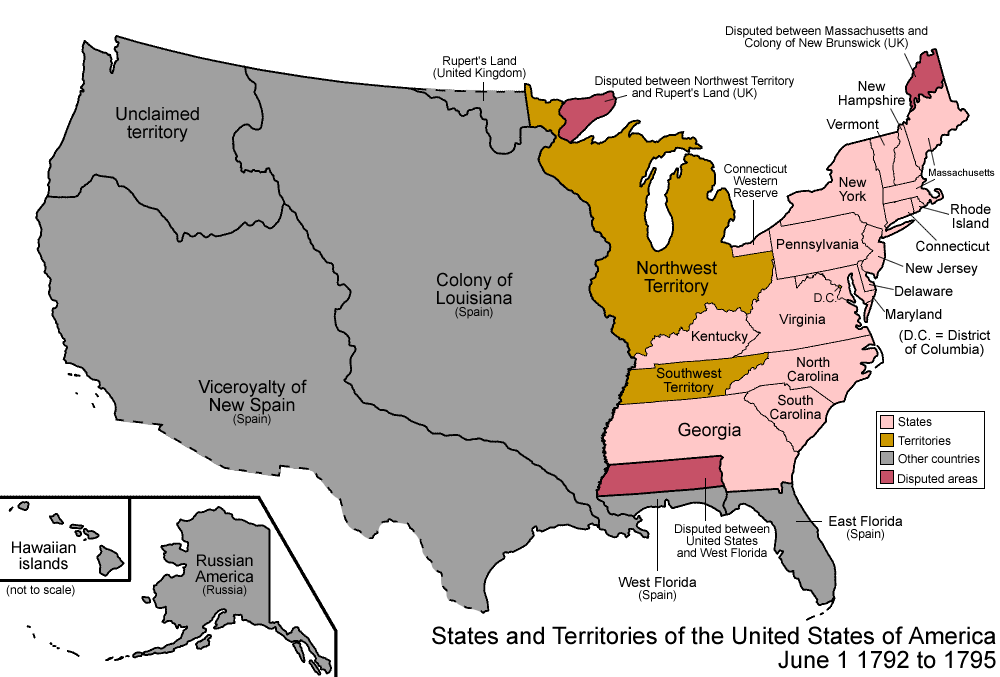
США после принятия Кентукки

Население Кентукки стремительно росло, и увеличивалось количество округов: с шести в 1792 году до 42-х к 1800 году. Индейцы продолжали тревожить штат мелкими набегами. В 1790 году федеральные власти организовали против индейцев экспедицию Хармара, но она была разбита. В 1791 году президент Вашингтон организовал вторую экспедицию, две трети которой составляли кентуккийцы. Экспедиция Сент-Клера началась 1 октября, но была разгромлена индейцами 4 ноября в сражении на реке Уобаш. В 1794 году началась экспедиция Энтони Уэйна, в которой участвовало 1500 конных кентуккийских стрелков. Индейцы были разбиты при Фоллен-Тимберс, и на этом проблемы с индейцами прекратились.
В период первого президентства Вашингтона начались споры вокруг экономической программы Гамильтона и вокруг отношений с Англией и Францией, что привело к формированию Первой партийной системы: сложились Федералистская партия и Республиканская партия. Так как у Кентукки были тесные связи с Вирджинией, а у кентуккийских политиков хорошие связи с вождями республиканцев (Джефферсоном и Мэдисоном), то почти весь Кентукки примкнул к республиканцам. Главным лидером федералистов в штате до 1799 года был Джордж Николас, а вождём республиканцев стал Джон Брекинридж. Одной из причин недовольства федералистами была нерешённая проблема навигации по реке Миссисипи. Кентуккийцы требовали от Конгресса и президента немедленно решить эту проблему. Джон Кларк даже начал набирать армию для похода на Новый Орлеан, в чём его поддержал французский посол Эдмонд Жэне. В марте 1794 года Вашингтон запретил этот поход и потребовал от губернатора Шелби принять меры против Кларка, но Шелби усомнился, что имеет такие полномочия. Проблема решилась в 1796 году, когда был заключён договор Пинкни, открывший навигацию по Миссисипи.
Когда в 1796 году губернатор Шелби покинул свой пост, все основные проблемы штата были уже решены. На выборах в мае того года победил Джеймс Гаррард. Конфликты во время выборов привели к призывам пересмотреть конституцию 1792 года. На выборах 1798 года большинство населения проголосовало за созыв конституционного конвента, но когда осенью Ассамблея собралась, она отвлеклась на обсуждение Кентуккийских резолюций. В итоге Конвент было решено созвать 22 июля 1799 года во Франкфорте. Конвент принял Новую конституцию штата, которая вступила в силу 1 июня 1800 года.

## Межвоенный период
Принятию новой конституции мешали общенациональные проблемы: в 1796 году в должность вступил новый президент Джон Адамс, а в 1798 году начался конфликт с Францией, известный как Квазивойна. В том же году федералисты провели через Конгресс Законы об иностранцах и подстрекательстве к мятежу. В Кентукки сразу же начались протесты против этого закона и против администрации Адамса. С публичных выступлений на этих протестах началась политическая карьера Генри Клея. Томас Джефферсон воспользовался настроениями в штате и предложил кентуккийским республиканцам принять протестные «Кентуккийские резолюции»; 10 ноября их приняла Палата представителей, потом Сенат, а потом их подписал губернатор. Резолюции призывали другие штаты присоединиться к Кентукки и требовать отмены «закона об иностранцах». Резолюции утверждали, что штат имеет право объявить недействительным любой федеральный закон.
На президентских выборах 1800 года победил Томас Джефферсон, в этом же году губернатор Гаррард был переизбран на второй срок, а Джон Брекинридж стал сенатором и одним из ведущих джефферсонианцев. Вскоре, 16 октября 1802 года, Испания отменила свободу навигации по Миссисипи, что сильно осложнило положение Кентукки. Президент Джефферсон начал переговоры с Францией (к которой в тот момент перешла Луизиана), а кентуккийцы уже были готовы воевать за Миссисипи, когда неожиданно Наполеон предложил продать всю Луизиану США. Эти новости были отмечены празднествами по всему штату Кентукки. Джефферсон сомневался в конституционности сделки и советовался по этому вопросу с Брекинриджем, но тот был горячим сторонником присоединения.
В эти годы продолжалась карьера Генри Клея. Он служил в Палате представителей Кентукки с 1803 по 1806 год, потом был сенатором от Кентукки (1806—1807), потом вернулся в Палату и в 1808 году стал её спикером, после этого в 1810—1811 годах снова был сенатором, а в 1811 году перешёл в Палату представителей США и стал одним из «ястребов», сторонников войны с Англией. Как спикер Палаты, он впоследствии оказывал серьёзное влияние на управление военными действиями. В те годы кентуккийцы были настроены против Англии и требовали от правительства объявления войны. В июне 1812 года Конгресс принял решение о начале войны.

### Нью-мадридские землетрясения

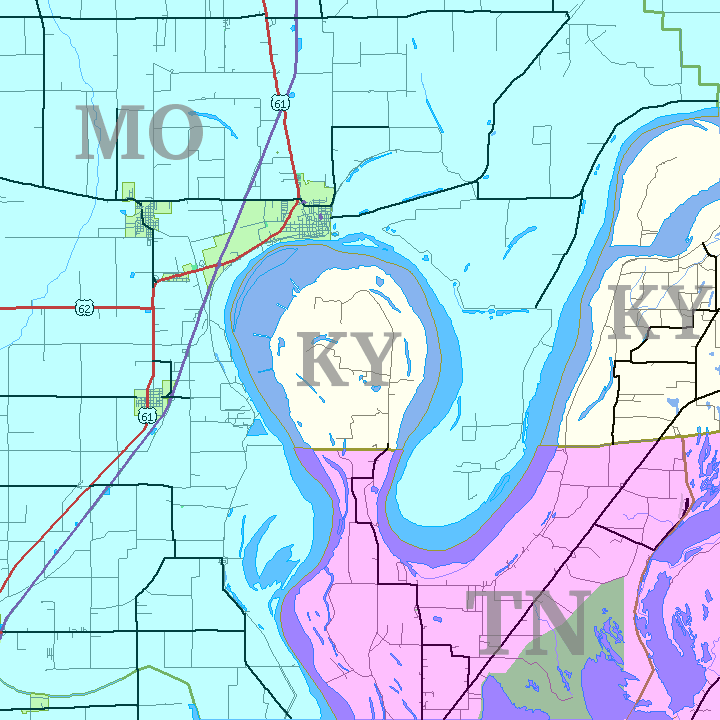
Кентуккийская излучина

16 декабря 1811 года началось Нью-мадридское землетрясение, эпицентр которого находился рядом с крайней западной оконечностью Кентукки, но оно распространилось вокруг на 150 миль, и его ощущали даже в Бостоне. Оно разрушило множество зданий, а провалы земли образовали озёра на месте бывших лесов. Сильные удары последовали 23 января и 7 февраля 1812 года, а мелкие колебания, около 2000, тянулись до апреля. Точное количество пострадавших остаётся неизвестным ввиду отсутствия их учёта в то время. Считается, что землетрясения произвели сильное впечатление на индейцев и убедили их принять участие в Войне Текумсе.
Землетрясение изменило русло реки Миссисипи и привело к образованию полуострова, который формально оказался в границах штата Кентукки. Таким образом штат получил небольшой анклав, известный как Кентуккийская излучина, окружённый землями Теннесси и Миссури, но относящийся к округу Фултон. Штат Теннесси претендовал на эту землю до 1848 года, но потом снял свои претензии.

### Англо-американская война и последующие события

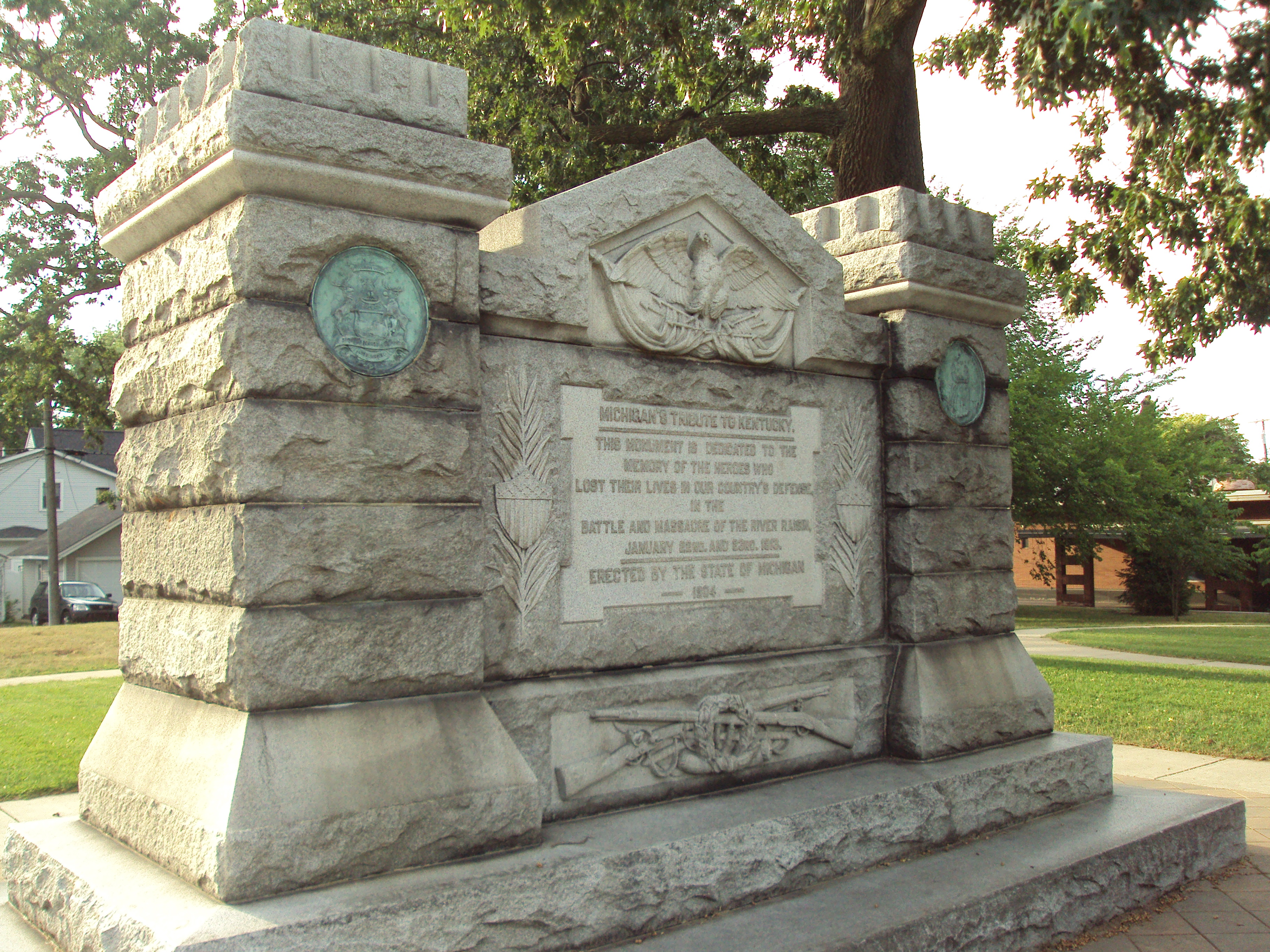
Мемориал кентуккийцам, погибшим в сражении при Френчтауне

В 1812 году, в начале войны с Англией, кентуккийцами были укомплектованы 7-й и 17-й пехотные полки и половина 19-го пехотного полка регулярной армии (всего 2200 человек). Ещё около 9000 кентуккийцев служили в том году в ополчении и добровольческих частях, но они были плохо вооружены и в целом ненадёжны. Штат был не готов к этой войне, и снова избрал Шелби губернатором, полагаясь на его боевой опыт. Квота от Кентукки составила 2000 человек, но штат расширил её до 3200 и поставил во главе Уильяма Генри Гаррисона, который вскоре возглавил все войска США на Северо-Западе. В январе 1813 года началось наступление на Детройт, в ходе которого кентуккийцы захватили Френчтаун (18 января) но 22 января были разбиты британским генералом Проктором. В сражении при Френчтауне погибло почти 400 кентуккийцев.
Поражение повергло население штата в уныние, люди осуждали президента Мэдисона и его администрацию, и многие начали склоняться к мысли о мирных переговорах с Англией. Между тем в мае и июле британцы дважды атаковали форт Мигс, но оба раза неудачно. В сентябре генерал Гаррисон имел в своём распоряжении около 5000 человек, в основном кентуккийцев. Генерал Проктор оставил Детройт. Гаррисон начал преследование и произошло сражение на Темсе, в ходе которого британцы были разбиты, при этом погиб индейский вождь Текумсе. Эта битва стала последним крупным сражением с участием кентуккийцев на северо-западе. Кентуккийцам казалось, что для них война закончена, и они с меньшим энтузиазмом записывались в армию: в 1814 году было набрано всего 4156 человек. Когда возникли подозрения, что англичане намерены атаковать Новый Орлеан, губернатор Луизианы запросил помощи у Кентукки. Штат отправил 3000 человек, но не смог их хорошо вооружить. Бригадный генерал Джон Адэр смог найти оружие для 1000 человек, которых поставили в центре американской позиции под Новым Орлеаном, и они участвовали в отражении британской атаки в сражении при Новом Орлеане 8 февраля. Ещё 400 кентуккийцев под командованием полковника Джона Дэвиса были отправлены на другой берег Миссисипи, где попали под атаку превосходящих сил противника и были разбиты. В своём рапорте генерал Эндрю Джексон крайне негативно отозвался об участии кентуккийцев, и лишь через два года признал, что при написании рапорта ещё не знал всех деталей сражения.
В том же году война завершилась. В ней приняли участие 67 % боеспособных мужчин штата, 25 705 человек. Из 1876 американцев, погибших в той войне, 1200 были кентуккийцами (64 %). В годы войны окончательно исчезла партия федералистов, и штат Кентукки, как и вся страна, стал жить в формате однопартийной системы. После войны штат пережил небольшой экономический подъём, вызванный ростом цен на зерно в Европе: в 1818 году Ассамблея штата учредила сразу 46 банков; в Луисвилле и Лексингтоне открылись филиалы Второго банка США; но вскоре наступил экономический спад и кризис 1819 года.
В 1818 году бывший губернатор штата Исаак Шелби и генерал Эндрю Джексон провели переговоры с индейцами чикасо о покупке их земель, которые впоследствии вошли в состав штатов Теннесси и Кентукки. Тускалусский договор, по которому индейцы получали в качестве компенсации за свои земли 300 000 долларов (по 20 тысяч в течение 15 лет), был подписан 19 октября 1818 года, а затем, 7 января 1819 года, он был ратифицирован Сенатом США и утверждён президентом Джеймсом Монро. Часть, вошедшая в состав Кентукки (около 5200 км²), получила известность как «Покупка Джексона». Она находится на самой западной оконечности штата.
В 1819 году президент Джеймс Монро во время своего путешествия по южным штатам посетил Кентукки. Вместе с генералом Эндрю Джексоном он прибыл в Луисвилл, потом во Франкфорт, а в Лексингтоне отпраздновал День независимости. На публичном выступлении он сказал, что население Кентукки и всего Запада растёт темпами, невиданными нигде в мире. Во время путешествия он неоднократно говорил о «невиданном расцвете благосостояния», между тем в стране падали цены на сельскохозяйственную продукцию, сокращалась внешняя торговля и негативно менялся её баланс. Монро получал множество петиций с жалобами на экономику, особенно во время посещения Кентукки. Одной из причин кризиса в штате была банковская система: в 1817 году было учреждено сразу 46 банков, и Кентукки наводнили их акции, но уже к концу 1818 года большинство банков разорилось и многие кентуккийцы оказались в долгах. Так наступил кризис 1819 года, который продлился несколько лет и стал самым сложным испытанием за всё время существования штата. Современники писали, что цены на продукты упали до невиданных прежде пределов и фактически стало невозможно продать что-либо за любую цену.

### Кентукки в 1820-х годах

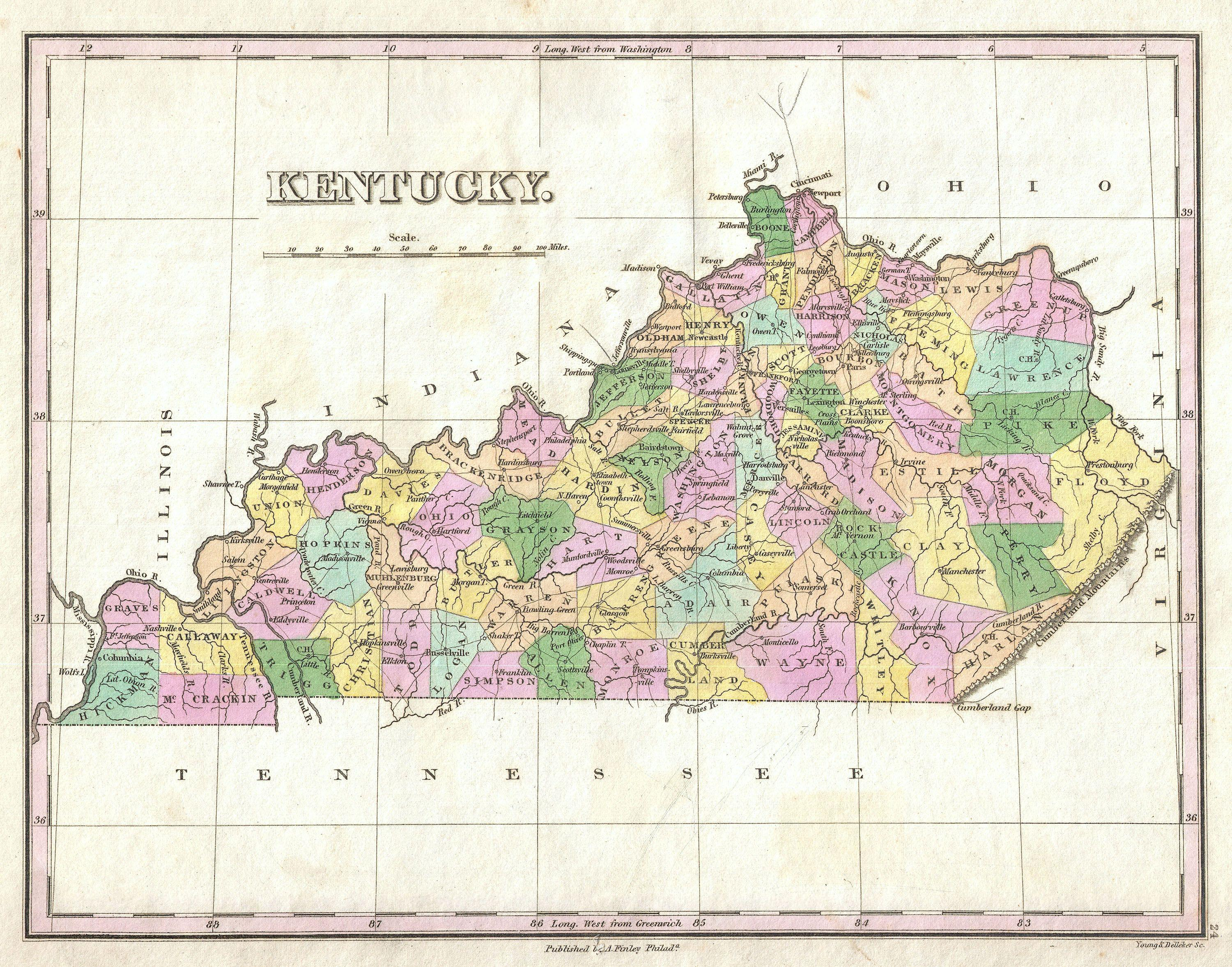
Карта Кентукки 1827 года

В 1820 году население штата насчитывало 564 135 человек. В начале 1820-х годов ушло поколение тех, кто был свидетелем освоения Кентукки; Джордж Кларк умер в 1818 году, Дэниел Бун в 1820-м, Шелби, Адамс и Джефферсон в 1826 году. Свободных земель почти не осталось, Кентукки утратил многие прежние преимущества и уже больше людей уезжало из штата, чем приезжало в него, так что население росло за счёт естественного прироста и со скоростью ниже, чем средняя по стране. Чёрное население росло быстрее белого, и к 1830 году достигло 24,7 %, хотя затем доля чёрного населения начала снижаться. Миграция из Европы была незначительной, так что к 1860 году только 5 % населения были уроженцами Европы.
Кентукки всё ещё был сельскохозяйственным штатом, но городов становилось всё больше, и они всё сильнее влияли на экономику. К 1830 году 10 городов имели население больше чем 1000 человек: Лексингтон, Луисвилл, Парис, Джорджтаун, Харродсберг, Шелбивилл, Бардстаун, Мейсвилл, Хопкинсвилл и Расселвилл.
В 1820 году губернатором стал Джон Адэр, и при нём возник конфликт, связанный с тем, что многие кентуккийцы оказались в долгах после кризиса 1819 года. Возникла партия тех, кто предлагал помогать должникам («Партия Нового Суда»), и тех, кто был против («Партия Старого Суда», ими были в основном кредиторы). Партия Нового Суда в 1824 году привела к власти губернатора Джозефа Деша. Конфликт между двумя партиями длился до конца 1820-х, едва не перейдя в гражданскую войну, и сильно испортил репутацию штата.

### Вторая партийная система
В 1820-х годах сформировалась партия национал-республиканцев, в которую перешёл Генри Клей, а за ним и многие кентуккийцы, что привело к концу однопартийной системы в штате и началу Второй партийной системы. В 1828 году губернатором штата стал национал-республиканец Томас Меткалф, первый из губернаторов, выдвинутый партийным конвентом. Он поддержал тариф 1828 года и осудил Южную Каролину во время Таможенного кризиса. В 1832 году губернатором стал демократ Джон Бретитт, который умер в 1834 году, не успев ничего осуществить, поскольку Ассамблею контролировали национал-республиканцы. До 1836 года его пост занимал вице-губернатор, национал-республиканец Джеймс Морхед. С 1834 года национал-республиканцы стали называться «вигами» и теперь они контролировали обе палаты Ассамблеи штата. 4 июля 1834 года в штате прошёл первый партийный конвент вигов.
В 1836 году губернатором стал виг Джеймс Кларк, который пытался запретить аболиционистскую литературу в штате, но Ассамблея его не поддержала. При Кларке штат пережил Кризис 1837 года. Кларк умер на своём посту в 1839 году и губернатором стал Чарльз Уиклифф, который поддерживал Джексона и был противником Клея, хотя и оставался в партии вигов. С 1840 по 1844 год губернатором был виг Роберт Летчер, который боролся с последствиями кризиса, сокращая расходы штата. На выборах 1844 года победил виг Уильям Оусли, самый яркий губернатор из вигов. Он выплатил часть долгов штата и добился финансирования системы государственных школ. Он был против войны с Мексикой, но когда она началась, он активно содействовал набору добровольцев в армию. В 1848 губернатором стал Джон Криттенден, самый популярный из вигов после Генри Клея. Он добивался созыва конституционного конвента, формирования амортизационного фонда для выплаты долга и финансирования геологических исследований. Он вошёл в историю как лучший губернатор предвоенной эпохи. В 1850 году он покинул пост и стал генеральным прокурором в кабинете президента Филлмора. Джон Хелм стал последним губернатором-вигом.

### Мексиканская война

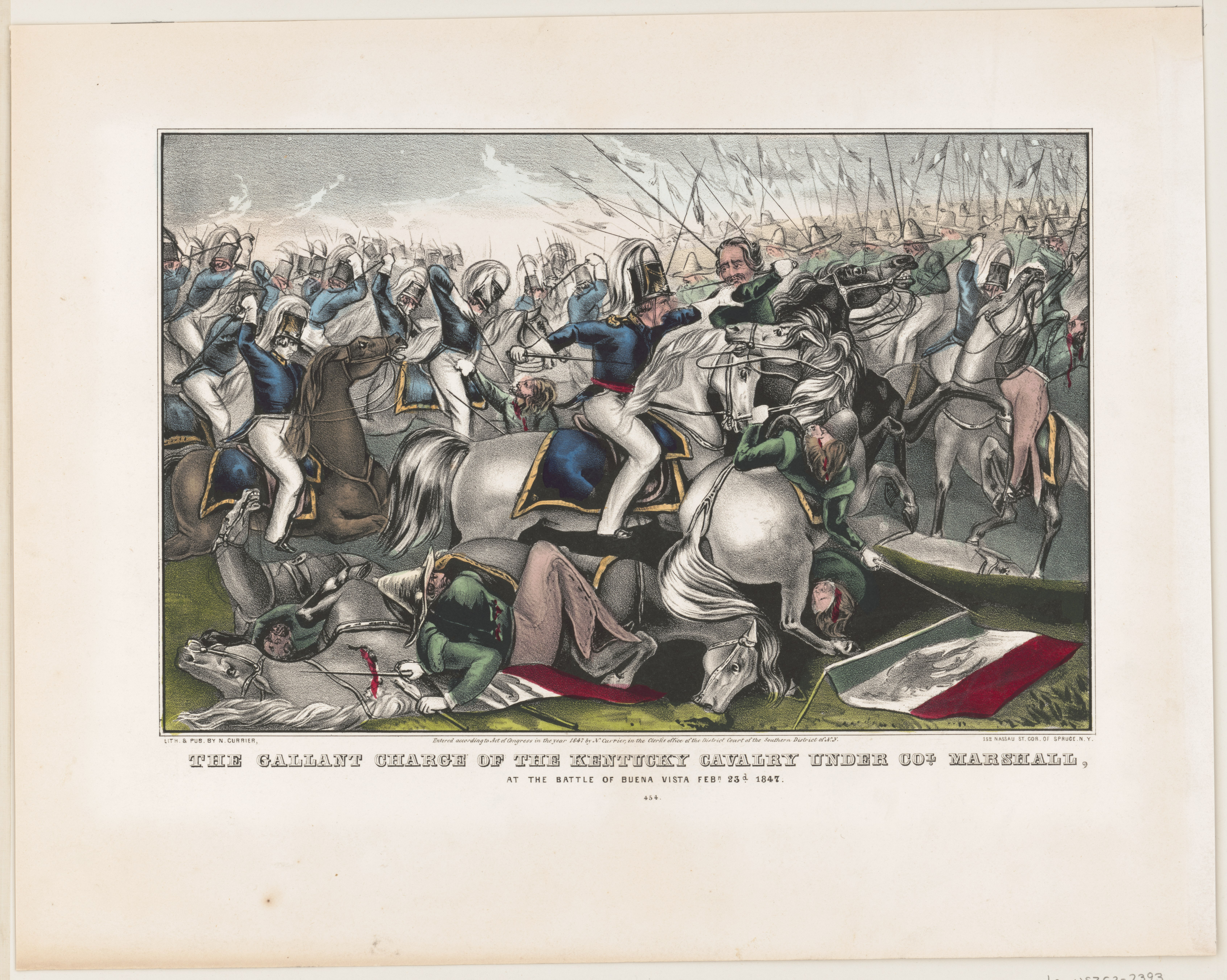
Атака кентуккийской кавалерии при Буэна-Виста, литография 1847 года

Многие кентуккийцы участвовали в войне за независимость Техаса в 1836 году. Впоследствии вопрос присоединения Техаса долго решался американским Конгрессом и только избрание президентом Джеймса Полка (победившего на выборах Генри Клея) привело к принятию Техаса в Союз в 1845 году и к войне с Мексикой. Когда началась мексиканская война, правительство запросило у Кентукки два пехотных полка и один кавалерийский, и губернатор Оусли выставил 30 рот. Не дожидаясь федеральных перечислений, он взял деньги на снаряжение военных в Банке Кентукки и у частных лиц. На офицерские должности президентом были назначены демократы Уильям Батлер и Томас Маршалл. В 1847 году квота от Кентукки составила два полка. Кентуккийцы участвовали и в кампании Скотта и в кампании Тейлора, но прославились в основном 1-й Кентуккийский конный полк и 2-й Кентуккийский пехотный, которые воевали на севере Мексики и участвовали в сражении при Буэна-Виста. Всего в войне участвовало 5113 человека, из них 77 погибло в боях, 509 погибли от болезней, 792 покинули службу, в основном по болезни, и 161 дезертировал.

### Конституция 1850 года
Конституция 1799 года вызывала всё больше недовольства населения, и в итоге в январе 1847 года Ассамблея постановила созвать новый конституционный конвент, выборы в который прошли в августе. Демократы получили на конвенте 52 места из ста. На этом конвенте впервые велась стенограмма выступлений. Конвент ввёл в конституцию раздел о школах и школьном финансировании, чем стимулировал реформу в образовании. Были приняты особые меры по сокращению внешнего долга штата. Была введена клятва отказа от дуэлей для госслужащих, и было введено наказание в виде отстранения от должности за участие в дуэли. 21 декабря 1849 года конституция была принята конвентом и впервые в конституционной истории штата передана на ратификацию народным голосованием. В мае 1850 года Новая конституция Кентукки была принята 71 635 голосами за при 20 302 голосах против. 11 июня она вступила в силу.
В том же году в Конгрессе США Генри Клей предложил Компромисс 1850 года, после чего вернулся в Кентукки, где был торжественно встречен жителями штата. Он умер в 1852 году. Его смерть, как и споры вокруг Компромисса, привели к расколу партии вигов. Многие виги перешли в партию нативистов.
Конституция Кентукки считалась в основном творением демократов, что помогло демократу Лазарусу Пауэллу стать губернатором в 1851 году. В это время основную тревогу в штате вызывал приток католиков из Ирландии, что привело к росту популярности партии нативистов. На выборах 1855 года нативисты продвинули в губернаторы Чарльза Морхеда, бывшего вига. Споры на выборах привели к беспорядкам, известным как «Кровавый понедельник». Это во многом способствовало упадку партии нативистов. Влияние вигов в штате постепенно слабело, хотя и не так быстро, как на общенациональном уровне.

### Развитие транспорта
В Кентукки всегда была проблема с дорогами, и она стала особенно острой после войны 1812 года. На совершенствовании дорог настаивал Генри Клей, который сделал это частью своей политической программы. В 1817 году появились первые улучшенные дороги, а в 1830 году было построено шоссе Мейсвилл — Вашингтон, но продолжению строительства помешал кризис 1837 года. Несмотря на это, дороги улучшались и росло количество рейсовых повозок. В 1834 году путешествие из Луисвилла в Нашвилл занимало два дня и стоило $12 с пассажира.
Развитию дорог помешало появление конкурирующего водного транспорта. В начале века в Кентукки появились первые пароходы. Сначала это были суда морского типа, с большой осадкой, но вскоре стали появляться небольшие речные плоскодонные пароходы. В моду вошли пароходные гонки, например, гонка 1853 года из Нового Орлеана в Луисвилл (рекорд: 4 дня и 9 часов). Долгое время навигации мешали Огайские пороги, но в 1830 году был построен обходной канал. Кентукки, однако, не захватила мания каналостроения, которая в те годы разорила Индиану. В 1830-е годы были снабжены шлюзами реки около города Боулинг-Грин, что сделало возможной навигацию. В 1842 году заработали шлюзы на реке Кентукки.
В 1850 году пароходный бизнес достиг своего пика, но у него появился конкурент в виде железных дорог. В октябре 1831 года в Лексингтоне (не имеющем доступа к рекам) начала строиться первая железная дорога, которая в 1834 году достигла Франкфорта, а в 1851 году Луисвилла. Самым успешным проектом была дорога Луисвилл — Нашвилл, которая строилась с 1850 по 1859 годы. Строительство обошлось в 7 миллионов долларов, но быстро окупалось. Поезда проходили 185 миль этой дороги за 10 часов, втрое быстрее колёсных повозок. К 1860 году в штате было 597 миль железных дорог.

### Споры относительно рабства
К 1860 году в Кентукки имелось 225 483 раба (19,5 % населения) и 10 684 свободных негра. Штат не выращивал хлопок, рис или сахарный тростник, поэтому большой нужды в рабах не было, и их в большом количестве продавали в южные штаты. В первой трети века раб-мужчина стоил 400—700 долларов, но в 1840-х и 1850-х цены выросли, и мало кто в штате теперь имел возможность покупать рабов. В 1850 году только 5 % жителей штата были рабовладельцами. Кентуккийский рабовладелец имел в среднем 5,4 раба.
Предложения об отмене или ограничении рабства появлялись ещё на конституционных конвентах 1792 и 1799 годов, но не были приняты. В 1830-х годах возникли планы переправить кентуккийских негров в Либерию, но к 1859 году удалось переселить только 658 негров, в то время как их численность в штате увеличилась на 60 000 человек. Крупнейшим противником рабства в 1830-е годы был Кассиус Клей, который считал, что рабство подрывает экономику штата. В 1849 году было много призывов к эмансипации рабов, но активистам не удалось продвинуть делегатов на конституционный конвент, поэтому конституция 1850 года ничего не изменила. К 1860 году противники рабства не смогли завоевать симпатии избирателей и их влияние угасло.
На национальном уровне споры, улаженные Компромиссом 1850 года, снова вспыхнули в 1854 году после принятия закона Канзас-Небраска. В 1856 году президентом стал демократ Джеймс Бьюкенен, при котором вице-президентом стал кентуккиец Джон Брекинридж. В апреле 1860 года на конвенте демократической партии произошёл раскол, после которого Стивен Дуглас возглавил партию Северных Демократов, а Брекинридж — партию Южных демократов. На президентских выборах в ноябре кентуккийцы отдали 45 % голосов Беллу, 36 % Брекинриджу, 17 % Дугласу и 0,93 % Линкольну. Однако на общенациональном уровне победил Линкольн, получив 180 голосов выборщиков. Брекинридж получил 72 голоса. 13 февраля 1861 года Брекинридж, как вице-президент, объявил Конгрессу о победе Линкольна.
В декабре 1860 года Южная Каролина вышла из состава Союза, что обострило кризис. Было предложено несколько проектов примирения, но ни один из них не был принят. Кентукки активно участвовал в посредничестве, и один из проектов был предложен губернатором Магоффином, а другой — сенатором Джоном Криттенденом. Джон Брекинридж перешёл в Сенат и там выступал за южные штаты (так как сенаторы этих штатов уже покинули Конгресс). В апреле началась Гражданская война. Президент издал прокламацию о наборе добровольцев, запросив у Кентукки четыре пехотных полка. Губернатор отказал, а 16 мая Палата представителей штата приняла постановление о вооружённом нейтралитете. 20 мая Магоффин издал прокламацию о нейтралитете.
Некоторое время штату удавалось придерживаться нейтралитета. Президент Линкольн не возражал, опасаясь, что возражения склонят штат на сторону Юга, что повлияет на позицию Миссури и Мэриленда. Симон Боливар Бакнер, главнокомандующий кентуккийского ополчения, сумел договориться о нейтралитете с федеральным командующим Макклелланом в Огайо, и теннессийским губернатором Харрисом. Однако и северяне и южане начали вербовать добровольцев на территории штата. Настроения в Кентукки за лето склонились на сторону юнионистов, так что на юге возникли опасения, что Кентукки официально перейдёт на сторону Союза.

## Гражданская война

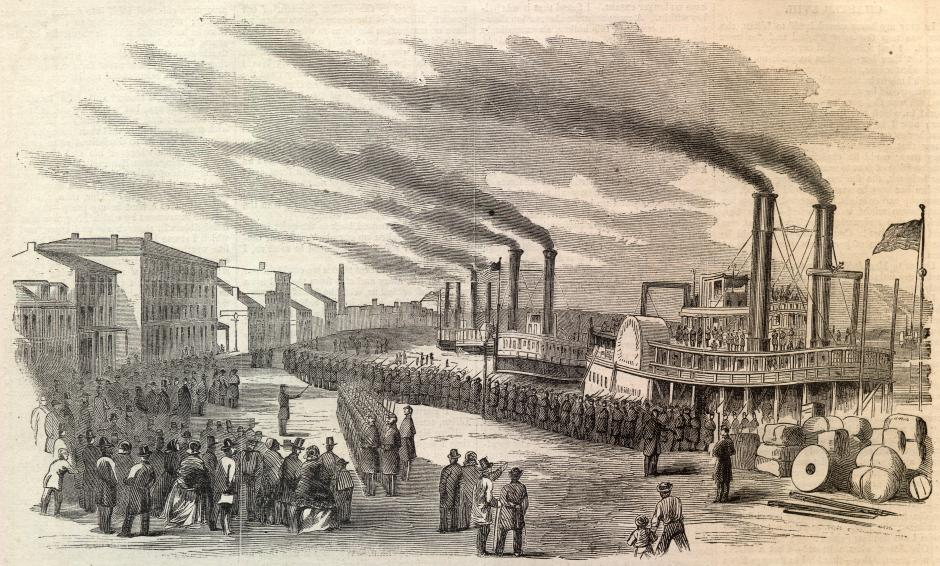
Федеральная армия высаживается в Луисвилле 11 января 1862 года

В конце августа федеральный генерал Джон Фримонт объявил о намерении ввести войска в кентуккийские города Колумбус и Падьюка; 2 сентября генерал-южанин Леонидас Полк узнал о выдвижении войск противника и приказал занять кентуккийский Колумбус. Через несколько дней генерал Улисс Грант занял Падьюку и города по реке Огайо. Ассамблея штата постановила требовать вывода войск Конфедерации, но Магоффин пытался наложить вето на это решение. Одновременно он протестовал и против про-конфедеративного Временного правительства, которое сформировалось в те дни. 18 августа Магоффин подал в отставку, и губернатором стал Джеймс Робинсон. Между тем в сентябре 1861 года главнокомандующим войсками южан на Западе стал кентуккиец Сидни Джонстон, а в октябре он занял Боулинг-Грин, разместив там штаб. На территории штата начались отдельные мелкие столкновения. 19 января 1862 года произошло первое крупное сражение: Сражение при Милл-Спрингс. В феврале генерал Грант занял форт Генри в Теннесси, а вскоре генерал Бакнер сдал форт Донелсон. Это вынудило Джонстона оставить Боулинг-Грин (11 февраля) и Колумбус (27 февраля). Джонстон отступил в штат Миссисипи, а в начале апреля атаковал Гранта при Шайло, но сражение окончилось неудачей для Юга.
После отступления армии Конфедерации Кентукки стал тылом федеральной армии, но южане время от времени совершали рейды на эту территорию. Одним из самых известных стал рейд Джона Моргана: 4 июля 1862 года он выступил из Ноксвилла с отрядом в 876 человек, за три недели прошёл центральный Кентукки, захватил 17 городов и взял 1200 пленных. Командование Юга решило, что полноценное вторжение поможет штату перейти на сторону Юга, и в конце августа 1862 года началась Кентуккийская кампания. Армии Брэкстона Брэгга и Кирби Смита вступили в Кентукки. 30 августа северяне были разбиты под Ричмондом, 2 сентября был взят Лексингтон, а 3 сентября Франкфорт. 8 октября произошло сражение при Перривилле, самое кровопролитное сражение на территории Кентукки. Северяне отступили, но генерал Брэгг осознал опасность положения и начал отход через Камберлендский проход в Теннесси.
Южане больше не вторгались в Кентукки крупными силами, но предпринимали отдельные рейды для разрушения тыловой инфраструктуры противника. В декабре 1862 года Морган совершил второй, Рождественский рейд, пройдя 400 миль по Кентукки и захватив 1857 пленных. В 1863 году он снова прошёл Кентукки, ушёл в Индиану и Огайо, где был вынужден сдаться. В марте 1864 года в Кентукки вошла кавалерия Натана Форреста. Они атаковали город Падьюка, не успели захватить форт, но забрали всё ценное военное имущество. Помимо рейдов регулярной кавалерии, в Кентукки действовали местные партизаны. Самым известным стал кентуккиец Стоувпайп Джонсон, который со своим кавалерийским полком около года воевал в Западном Кентукки. В попытке бороться с партизанами генерал Джеремайя Бойл стал взимать компенсации за причинённый ущерб с тех, кто по его мнению сочувствовал южанам.
Федеральная армия стояла в Кентукки до конца войны, хотя её отношения с гражданской администрацией были натянутыми. Ассамблея Кентукки, избранная в 1861 году, ввела несколько законов против лиц, сочувствующих Югу, и ряд наказаний за участие в боевых действиях на стороне Юга или за призывы к участию, но всё равно чувствовала, что федеральные власти ей не доверяют и относятся к ней как к враждебной стороне. Даже лоялисты были недовольны федеральной политикой, что проявилось на президентских выборах 1864 года: кандидат от демократов Джордж Макклеллан победил только в трёх штатах — Делавэре, Нью-Джерси и Кентукки, при этом в Кентукки за него проголосовало 64 301 человек, при 27 786 голосах за Линкольна.

## Послевоенный период

### Эпоха реконструкции
Война разрушила прежние межрасовые отношения, и теперь требовалось создать новые, но в Кентукки этот процесс затянулся. В годы войны территория штата находилась под военным управлением, и оно продолжалось ещё некоторое время после окончания войны; вся власть находилась в руках генерала Джона Палмера (уроженца Кентукки). В марте 1865 года Конгресс США издал закон, объявлявший свободными всех рабов, которые служили в федеральной армии, а также их жён и детей. Однако законы Кентукки не признавали браков между рабами, и окружные суды объявили закон неконституционным. Генерал Палмер проигнорировал это решение и добился реализации федерального закона. В итоге почти 70 % всех кентуккийских рабов стали свободными, но ещё примерно 65 000 чернокожих оставались рабами: Кентукки и Делавэр остались единственными штатами, в которых сохранилось рабство. Палмер принял несколько мер, дающих неграм свободу перемещения, и в итоге 10 000 рабов ушли в Огайо.
12 октября 1865 года военное правление в Кентукки было завершено указом президента. 15 декабря была предпринята попытка вернуть рабский статус жёнам и детям бывших рабов-мужчин, но уже 18 декабря была ратифицирована 13-я поправка к Конституции США, которая объявила всех чернокожих свободными. В 1866 году был принят закон, запрещающий межрасовые браки, но одновременно довоенное сожительство рабов было признано браком и теперь чернокожие могли покупать брачные сертификаты. Уровень межрасового насилия оставался высоким все 1860-е годы. Между 1867 и 1871 годами около 100 негров подверглись линчеванию. Образовались вооружённые группировки, под названием «Регуляторы», которые нападали на негров, и другие группировки, которые нападали на «регуляторов».
Федеральные законы о реконструкции не распространялись на Кентукки, поэтому организации, созданные для помощи неграм (Бюро беженцев или Бюро Освобождённых) не имели над Кентукки юрисдикции, однако межрасовые проблемы стали настолько явными, что генерал Оливер Ховард велел Бюро Освобождённых начать деятельность также и в этом штате. Бюро действовало с 1866 по 1869 год, обеспечивая негров пищей и одеждой, открыв госпиталь и множество школ. Оно решило часть проблем, но оно же породило другие: его деятельность вызвала бурю протестов в штате и привела к ещё большему росту насилия.
Некоторое время в Кентукки серьёзной силой была партия юнионистов, которая постепенно превратилась в республиканскую партию. Но из-за несогласия с политикой относительно прав чернокожих многие члены этой партии ушли к демократам, что ослабило позиции юнионистов.
В августе 1867 года на губернаторских выборах победил республиканец Джон Хелм, некогда бывший губернатором от партии вигов. Республиканцам досталось только 17 мест из 138 в Ассамблее. Газеты писали, что то, что не смог сделать Брэгг в 1862 году, теперь сделали сами кентуккийцы: отдали штат в руки врагов Союза. Губернатор Хелм был уже очень болен, когда принимал присягу, а через пять дней, 8 сентября, он умер, и пост губернатора принял вице-губернатор Джон Стивенсон. На выборах 1868 года он получил 80 % голосов, что стало окончательным торжеством демократов в штате.

### Эра бурбонных демократов

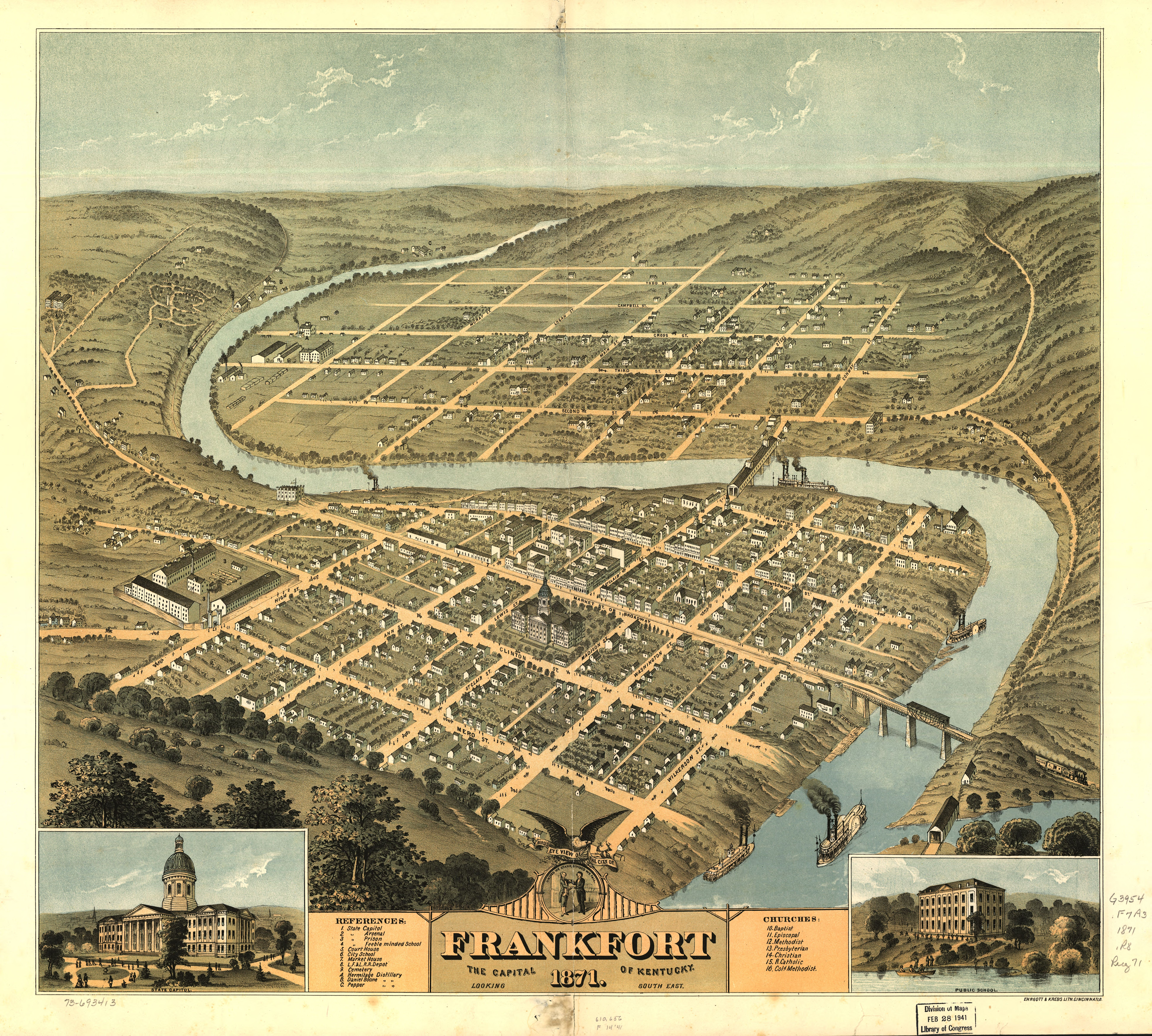
Франкфорт в 1871 году

При Стивенсоне демократы (известные как «Бурбонные демократы») полностью контролировали штат, и все конгрессмены от Кентукки были демократами. На президентских выборах 1868 года кандидат от республиканцев, Улисс Грант, получил в штате всего 25 % голосов. Губернатор Стивенсон старался балансировать между двумя партийными фракциями. В это время в штате шли споры по поводу федерального закона о гражданских правах 1866 года, который давал чернокожим право свидетельствовать в суде. Часть демократов была против ратификации закона, а часть за. В 1867 году ратификация не прошла, в 1869 году тоже, а потом Стивенсон перенёс дело в Верховный суд, чтобы потянуть время. Только в 1872 году Ассамблея всё же дала чернокожим равные права в суде.
Между тем 15-я поправка предоставила чернокожим право голосования, но легислатура Кентукки в 1869 году отказалась её ратифицировать. Однако всё больше штатов принимали поправку, так что у Кентукки не оставалось выбора: 30 марта 1870 года поправка была ратифицирована и чернокожие начали голосовать на выборах. Они голосовали почти исключительно за Республиканскую партию, отчего в некоторых округах Кентукки образовалась двухпартийная система и кое-где начали побеждать кандидаты от республиканцев. Стивенсон не застал этих событий: в феврале 1871 года он покинул пост губернатора и перешёл в Сенат США. Пост губернатора занял президент Сената, Престон Лесли, который тоже старался балансировать между фракциями. Он осуждал 14-ю и 15-ю поправки и в целом администрацию президента Гранта; в том же году впервые прошли губернаторские выборы с участием чернокожих, но республиканцы были в штате так непопулярны, что даже их голоса не помогли, и демократ Лесли выиграл, победив республиканца Джона Харлана.
При Лесли в штате разгорелся спор по поводу строительства железной дороги Цинциннати — Чаттануга, которая угрожала интересам дороги L&N Railroad. Либеральные демократы были в основном против строительства, а консерваторы за, легислатура высказалась против в 1870 и 1871 годах, но в 1872 году закон о строительстве с большим трудом и против воли Лесли был принят. К концу правления Лесли (1875) политическая жизнь Кентукки обрела стабильность; устоялись политические блоки, угасли конфликты эпохи реконструкции, белое население смирилось с голосованием чернокожих и не препятствовало им, и в целом политика стала предсказуемой.
Последняя четверть века в Кентукки была отмечена ростом насилия, клановыми войнами и политическими убийствами. На губернаторских выборах 1875 года, где активно обсуждались вопросы насилия, республиканцы снова выставили Харлана, а демократы — Джеймса Маккрири, который победил и стал самым молодым на то время губернатором штата. Ему пришлось столкнуться с фермерским протестным движением. В 1870-х годах доходность ферм в Кентукки упала на 27 %, и фермеры стали требовать внимания. Они объединились в организацию, известную как Грейндж (Grange) и стали содействовать формированию фермерских кооперативов. Они также стали вмешиваться в экономику штата. Позже, в 1886 году, к ним присоединился Фермерский альянс. Была вероятность, что фермеры сформируют ещё одну политическую партию. Губернатору Маккрири пришлось идти на уступки фермерам, но так, чтобы не повредить самой демократической партии.

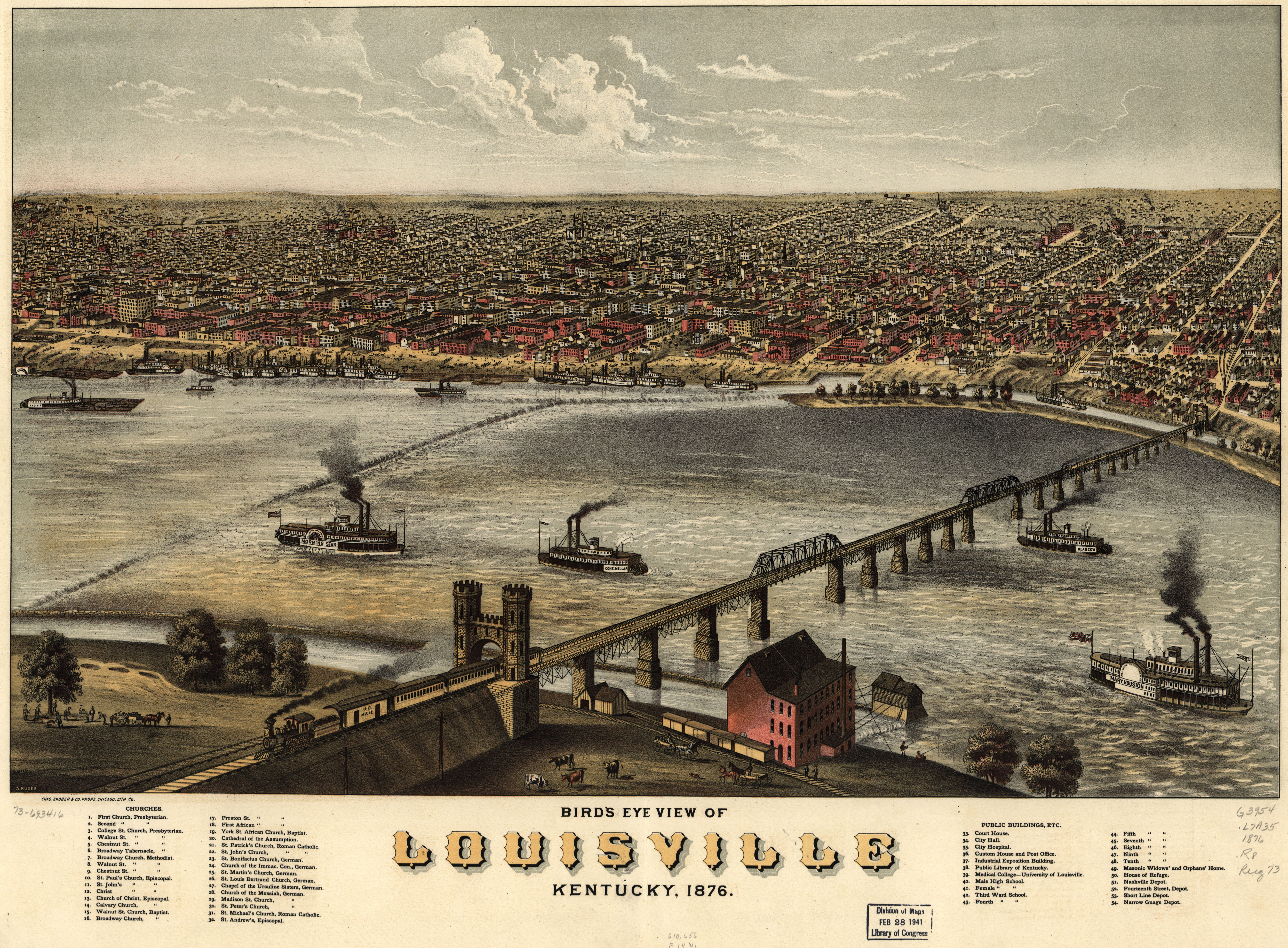
Луисвилл в 1876 году

В те же годы участились забастовки рабочих, в основном железнодорожных, и рабочие стали важной категорией избирателей, интересы которых демократическая партия была вынуждена учитывать. Но демократы прочно удерживали Кентукки: на президентских выборах 1876 года большинство кентуккийцев проголосовало за кандидата-демократа Тилдена, хотя он и не смог победить. Внутри штата демократы принимали законы в основном в области сельского хозяйства. Колледж сельского хозяйства и механизации стал независимым учебным заведением, и позже превратился в Кентуккийский университет. В те же годы в Кентукки был создан первый в США Комитет по здравоохранению (Kentucky State Board of Health). В то время в штате не было санитарных норм, и регулярно происходили эпидемии тифа, лихорадки, заболевания туберкулёзом и т. д. В 1878 году было выявлено, что пятая часть всех докторов штата не имеет медицинского образования. Все эти проблемы начал решать Комитет, который возглавил Джозеф Маккормак. К концу века удалось улучшить медицинское образование, ужесточить законы относительно приготовления пищи, повысить уровень образования населения, и тем самым значительно улучшить здоровье кунтуккийцев в начале XX века.
В 1879 году на выборах победил демократ Люк Блэкбёрн, который прославился в 1878 году борьбой с эпидемией лихорадки. Все усилия нового губернатора были сосредоточены на реформе пенитенциарной системы. Тюрьмы штата в те годы отличались плохими условиями содержания, высоким уровнем заболеваний и смертности, и отсутствием санитарных норм. Блэкбёрн начал с большой амнистии, и всего за свой срок амнистировал тысячу человек, что снизило нагрузку на тюрьмы, но вызвало нарекания со стороны общественности. Заключённых было разрешено привлекать к работам за пределами тюрьмы, что также снизило нагрузку на тюрьмы, но привело к многочисленным злоупотреблениям. В 1890 году эта система была запрещена новой конституцией. У Блэкбёрна были некоторые достижения, но они остались незамеченными, и пресса в основном ругала его за амнистии. В 1883 году на очередных губернаторских выборах снова победил демократ, Проктор Нотт. Ранее, на президентских выборах 1880 года, Кентукки поддержал кандидатуру демократа Уинфилда Хэнкока.

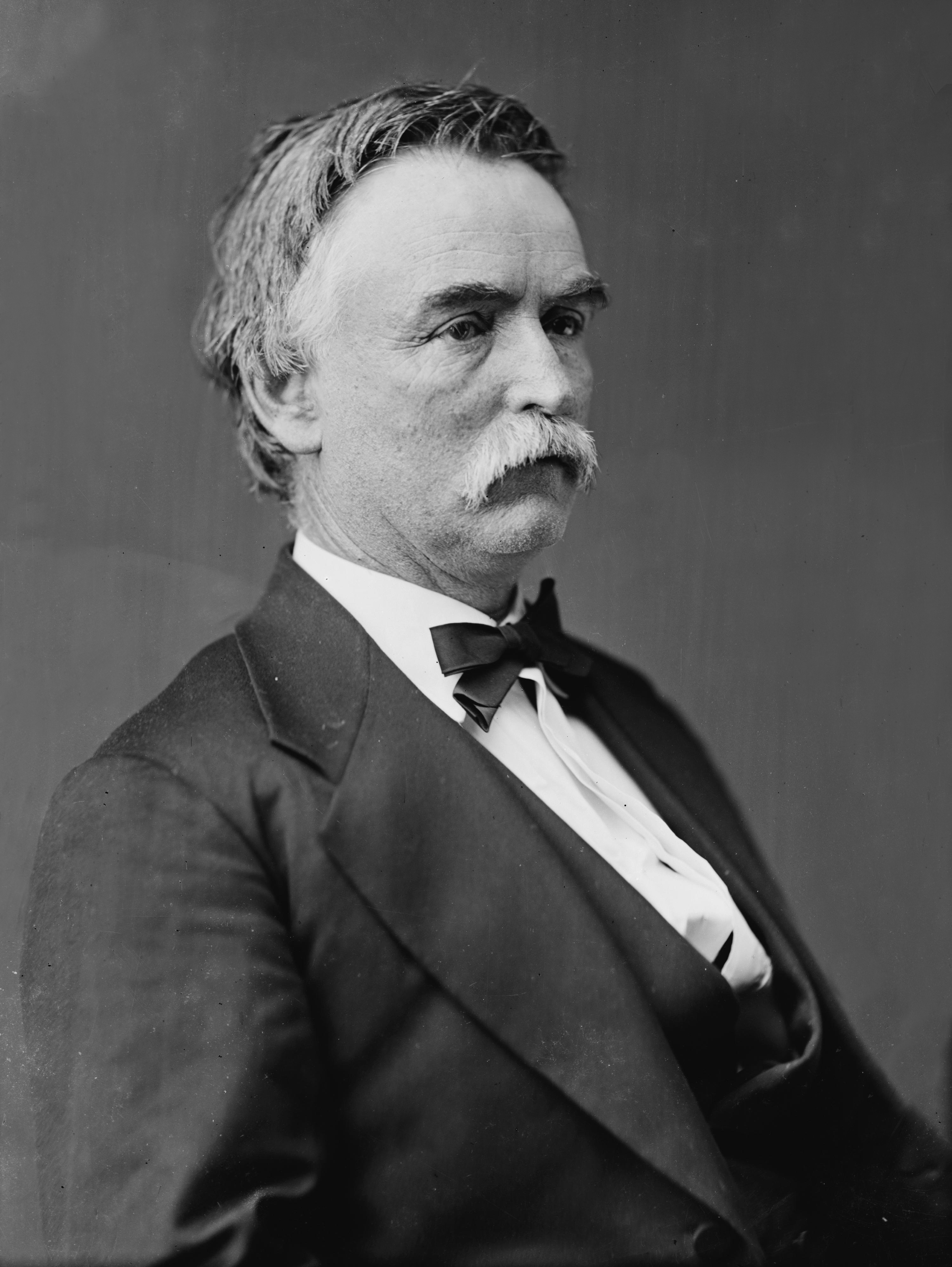
Губернатор Проктор Нотт

Нотт продолжил амнистировать заключённых, основал школу для чернокожих во Франкфорте и провёл налоговую реформу. В результате с 1880 по 1890 года доходы штата выросли вдвое и достигли 3,6 миллионов долларов. В политике штата главным событием стали президентские выборы 1884 года, на которых удалось победить демократу Гроверу Кливленду. Внутри же штата в 1887 году с небольшим перевесом победил демократ, бывший генерал Конфедерации, Саймон Бакнер. Под давлением Фермерского альянса ему пришлось снизить налог на недвижимость, из-за чего правительству штата стало не хватать денег. Помимо этого, клановая война Хэтфордов и Маккоев осложнила отношения Бакнера с правительством Западной Вирджинии. Но главным потрясением стал скандал, связанный с казначеем штата, Джеймсом Тэйтом, который в марте 1888 года сбежал из Кентукки, оставив после себя хаос в казначействе. Он возглавлял казначейство почти 20 лет и считался честным человеком, поэтому его почти не контролировало правительство. Следствие выявило убытков на 247 000 долларов. Эти события заставили Ассамблею создать дополнительные контролирующие должности в казначействе. Правительство штата оказалось в глубоком кризисе, а уровень доверия к чиновникам сильно упал. Сам Тейт исчез бесследно, что стало одной из загадок кентуккийской истории, но скандал имел долговременные последствия и повлиял, в частности, на принятие новой конституции.
В штате всё ещё действовала конституция 1850 года, допускающая рабство, и уже долгое время звучали призывы к её пересмотру, но только в 1889 году было принято решение созвать конвент, который собрался во Франкфорте 9 сентября 1890 года. К 11 апреля 1891 года была разработана новая конституция Кентукки. Она создавалась под свежими впечатлениями от скандала, связанного с Тейтом, и ввела ограничения для исполнительной власти. Многие выступили с критикой этого документа, но конституция была одобрена на общем голосовании, 212 914 человек проголосовали за и 74 523 проголосовали против. После этого делегаты конвента внесли несколько поправок и подписали этот новый документ, который не проходил ратификации.
В начале 1890-х годов в Кентукки усилился Фермерский альянс и в целом аграрии, которые собрались на конвент в Цинциннати, основали Популистскую партию и выдвинули своего кандидата, Эрвина, на губернаторские выборы 1891 года. Одним из их требований было разрешение на свободную чеканку серебряных монет. Но из-за разногласий между популистами и Альянсом этот кандидат не получил ощутимого процента голосов (лишь 9 %) и губернатором снова стал демократ Джон Браун. Его администрация раскололась на отдельные фракции, а Ассамблея, не привыкшая к новой конституции, работала медленно и бессистемно: она дала права собственности замужним женщинам, но в то же время ввела сегрегацию пассажиров на железной дороге. Она ввела законы по обеспечению безопасности шахтёров, но приостановила геологическую разведку, как чрезмерно затратную. Сам губернатор издавал противоречивые указы и в целом было непонятно, каким принципам следует правительство. В 1892 году на президентских выборах снова победил Гровер Кливленд, вице-президентом при котором стал уроженец Кентукки Эдлай Стивенсон, а кентуккиец Джон Карлайл стал секретарём казначейства. Карлайл был крупнейшим кентуккийским политиком того времени, но администрация Кливленда была непопулярна, споры вокруг чеканки монет скомпрометировали её, и рейтинг Карлайла упал даже в Кентукки.
Последствия кризиса 1893 года, споры о чеканке монет и влияние популистов ослабили демократическую партию настолько, что на губернаторских выборах 1895 года к власти пришёл республиканец Уильям Брэдли. С этого момента начался 30-летний период ожесточённой борьбы между двумя партиями на уровне штата и Конгресса. Легислатура оставалась в основном демократической, но республиканцы регулярно побеждали на губернаторских выборах. На президентских выборах 1896 года штат впервые проголосовал за республиканского кандидата (Уильяма Маккинли). В Сенат США кентуккийцы впервые выбрали республиканца, Уильяма Дэбо. Губернатору Брэдли пришлось в основном решать вопросы, связанные с ростом насилия: при нём в штате разгорелась так называемая Дорожная война. К тому времени многие дороги штата были частными и платными, что вызывало раздражение населения, которое требовало отмены дорожных сборов. Начались нападения на пункты сбора пошлин и самих сборщиков. Губернатор призывал к наведению порядка, но легислатура была на стороне протестующих и ничего не предпринимала. В конце века дорожные компании прекратили своё существование и насилие постепенно утихло, но это показало кентуккийцам, что насилие может быть эффективным средством.

### Убийство Гёбеля

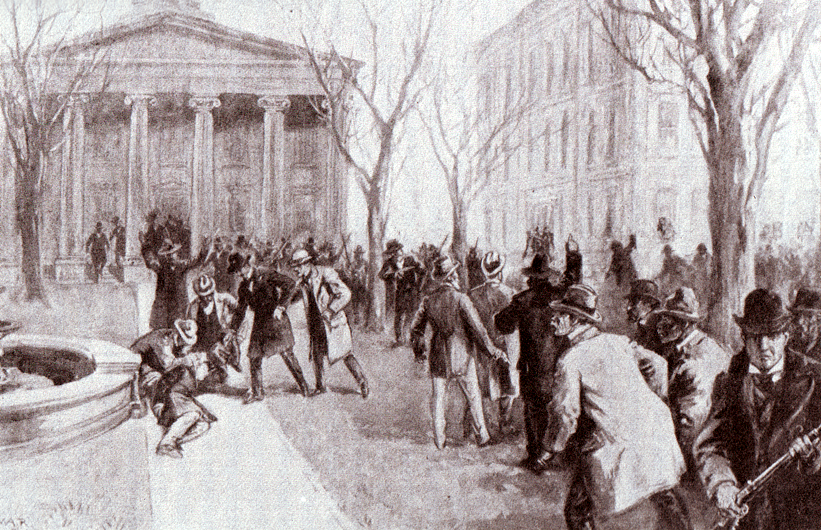
Убийство Гёбеля перед зданием капитолия

В 1898 году началась Испано-американская война, в которой участвовали четыре кентуккийских пехотных полка и два отряда кавалерии, но они почти не были задействованы в боях. В том же году в политике штата проявил себя Уильям Гёбель, потомок немецких иммигрантов. Будучи сенатором штата, он провёл через сенат так называемый Выборный закон Гёбеля, который создавал Комиссию комиссаров. Они должны были разрешать споры в случае спорных губернаторских выборов. Всех членов этого комитета назначил лично Гёбель. Губернатор наложил на закон вето, но оно было преодолено. На губернаторских выборах 1899 года Гёбель стал кандидатом от демократической партии, а Уильям Тейлор — от республиканской. Голоса избирателей распределились почти поровну и каждая сторона считала себя победителем. Комиссия комиссаров, ко всеобщему удивлению, постановила, что Тейлор победил, получив 193 714 голосов против 191 331 за Гёбеля.
В декабре 1899 года прошла инаугурация Тейлора. Однако Ассамблея постановила пересчитать голоса и сформировала комитет, где 10 из 11 членов были демократами. Обе стороны стали готовиться к вооружённому сопротивлению и штат оказался на грани гражданской войны. 30 января 1900 года Гёбель отправился в Капитолий штата Кентукки и перед самым его входом был ранен выстрелом из винтовки. 31 января комитет по пересчёту голосов объявил Гёбеля губернатором и тот принёс губернаторскую присягу. Республиканцы отказались признать конституционность этих выборов, и в штате образовалось двоевластие. 3 февраля 1900 года Гёбель скончался от последствий ранения. Он стал единственным губернатором штата США, убитым на своём посту. Исполняющим обязанности губернатора стал вице-губернатор Джон Бекхем. В мае Верховный Суд США отказался рассматривать это дело, так как федеральные интересы не были затронуты — это фактически означало победу демократов.
Губернатор Тейлор был обвинён в причастности к убийству Гёбеля и покинул штат. Несколько человек было арестовано по обвинению в причастности, после чего суд над ними затянулся на несколько лет. В 1919 году был помилован последний из осуждённых. Кто именно убил Гёбеля, так и осталось неизвестным.

## XX век

### Эра прогрессивизма

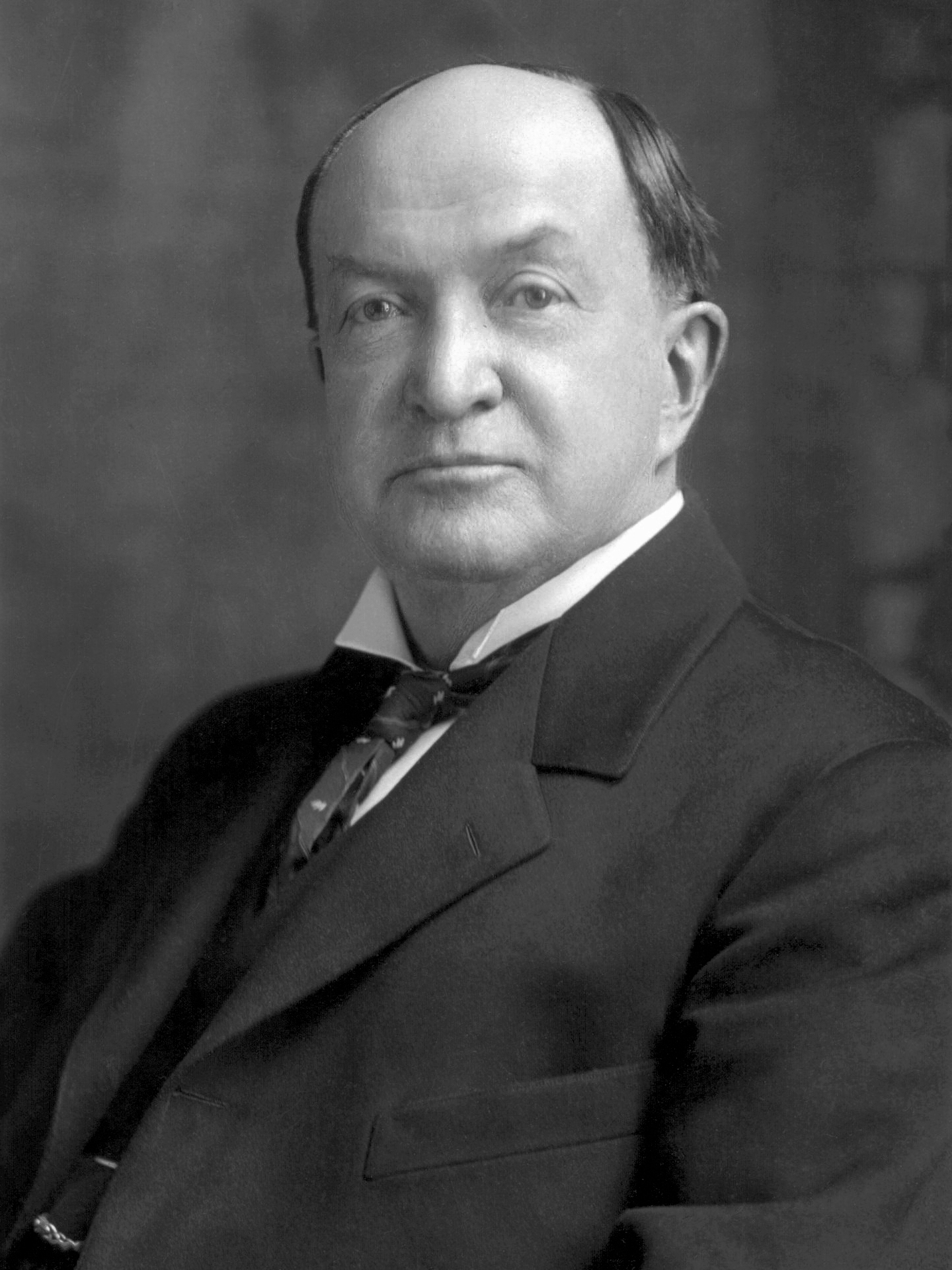
Джеймс Маккрири, с личностью которого обычно ассоциируется эпоха прогрессивизма в Кентукки

Период американской истории с 1900 по 1920 год стал известен как «эра прогрессивизма». Идеология прогрессивизма подразумевала государственное регулирование крупного бизнеса, борьбу с коррупцией, ограничение детского труда, охрану труда и право голосования для женщин. В Кентукки прогрессивизм сосредоточился в первую очередь на борьбе с алкоголизмом. Ещё в 1874 году был издан закон, позволяющий городам вводить локальный сухой закон по желанию большинства. Появились организации по пропаганде сухого закона, такие как Антисалунная лига 1904 года. Наконец, в 1906 году был принят закон, разрешающий целому округу вводить у себя сухой закон. К 1907 году 95 округов из 119 ввели такой закон. После этого началась долгая борьбы за введение сухого закона в масштабах всего штата.
В начале века ухудшилось положение производителей табака. Рынок контролировался крупными табачными трестами, которые не позволяли поднимать закупочные цены. В 1906 году начали появляться сообщества фермеров, бойкотирующих табачные тресты. Некоторые фермеры продолжали сотрудничать с трестами, и тогда в штате возникли вооружённые группировки, известные как Ночные Всадники. Они поджигали табачные посевы фермеров-коллаборационистов, избивали их, и иногда даже убивали. Ночные Всадники были особо активны с 1905 по 1909 годы. Губернатор Бэкхем не придавал значения этому явлению, но в 1907 году губернатором стал Огастус Уиллсон, который начал решительную борьбу со Всадниками. Ему помогла отмена налога на табак в 1909 году и постановление Верховного суда США, обвинявшего табачные компании в нарушении антимонопольных законов. В 1909 году цены на табак выросли, и насилие прекратилось.
В 1911 году должность губернатора повторно занял Джеймс Маккрири. Он был осторожным политиком и старался следовать за общественным мнением. Поэтому, когда в штате возник запрос на прогрессивистские реформы, Маккрири тоже стал прогрессивистом и таким образом вошёл в историю как символ кентуккийского прогрессивизма.
В начале века в Кентукки постепенно улучшались условия детского труда. В 1902 году было запрещено брать детей на работу без согласия родителей, в 1906 году детский рабочий день сократили до 10 часов, а в 1914 году — до 8 часов. Была запрещена работа в часы школьных занятий. С введением этих законов кентуккийское детское законодательство стало одним из лучших в стране, хотя потребовалось время для приведения их в исполнение. Сложнее обстояли дела с вопросами прав женщин. К 1910 году женщины составляли уже 11 % промышленных рабочих, но получали зарплату вдвое ниже, чем мужчины. Только в 1894 году женщины получили право собственности и право на завещание, в 1900 году им дали право распоряжаться своими доходами. Известными суфражистками штата были Лаура Клей, дочь Кассиуса Клея, и Магда Брекинридж. Несколько попыток признать право голосования для женщин провалились, но когда за поправки выступил президент Уилсон, сторонники прав получили перевес. 6 января 1920 года Кентукки ратифицировал 19-ю поправку. В ноябре того года прошли первые выборы с участием женщин.
На губернаторских выборах 1915 года соперниками оказались демократ Огастус Стэнли и его близкий друг, республиканец Эдвин Морроу. «Сухой закон» был одной из главных тем предвыборной кампании. Стэнли победил с перевесом всего в 471 голос, что стало рекордно низким перевесом в истории губернаторских выборов в Кентукки. Губернаторство Стэнли считается пиком прогрессивизма в Кентукки: Ассамблея издала несколько антикоррупционных и антитрестовых законов и изменила налоговую систему, сместив акцент с налога на имущество на другие виды налогов. Стэнли был противником сухого закона, но разрешил провести референдум, на котором большинство кентуккийцев проголосовало за его введение. Так в 1919 году Кентукки стал «сухим» штатом за год до принятия 18-й поправки, которая ввела сухой закон по всей стране. Так ушёл из повестки дня вопрос, долго волновавший кентуккийское общество.

### Первая мировая война
В апреле 1917 года Конгресс США объявил войну Германии. В штате началась антигерманская кампания, Ассамблея приняла закон, запрещающий преподавание в школах немецкого языка, но губернатор наложил на закон вето. Многие организации сменили названия, убирая из них слово «немецкий», а церкви перестали вести службы на немецком языке. Были введены более строгие законы в области морали. Сухой закон был одним из них, но были закрыты и публичные дома, чтобы не вводить в искушение военных. В стране появились тренировочные лагеря Кэмп-Томас и Кэмп-Стэнли, а также самый крупный военный лагерь, Кэмп-Закари-Тейлор в Луисвилле. В этих лагерях было подготовлено 125 000 военных. Всего в войне приняло участие 84 172 кентуккийца, из них 13 584 были чернокожими. 2418 человек погибло на фронтах войны. Война завершилась в конце 1918 года, а после неё в Кентукки пришла эпидемия Испанского гриппа. В лагере Кэмп-Тейлор заболели 11 000 человек, около 1500 из них умерли. По всему штату от эпидемии умерло около 14 000 человек.
Ополчение Кентукки в 1912 году было преобразовано в Национальную гвардию, а в 1916 году отправлено на охрану Мексиканской границы, которая стала неспокойной после начала Мексиканской революции. 12 апреля 1917 года нацгвардия была принята на службу в армию США и превращена в 38-ю пехотную дивизию в лагере Кэмп-Шелби, в Миссисипи. Дивизия была отправлена во Францию, но использовалась для пополнения других частей и никогда не действовала самостоятельно. Всего 7518 кентуккийских нацгвардейцев приняли участие в войне.
Война усилила дух реформ в штате. В годы войны многие женщины стали выполнять мужскую работу, что помогло движению за права женщин. Сама война виделась как крестовый поход за идеи прогрессивизма, но она принесла разочарование и пошатнула веру в гуманизм. Экономика выиграла от роста цен на зерно, но система образования пострадала от нехватки учителей. Чернокожие так и не добились новых свобод. После военных потрясений людям хотелось мира и спокойствия, они устали от реформ, и Кентукки вступил в консервативную фазу своей истории.

### Кентукки в 1920-х годах

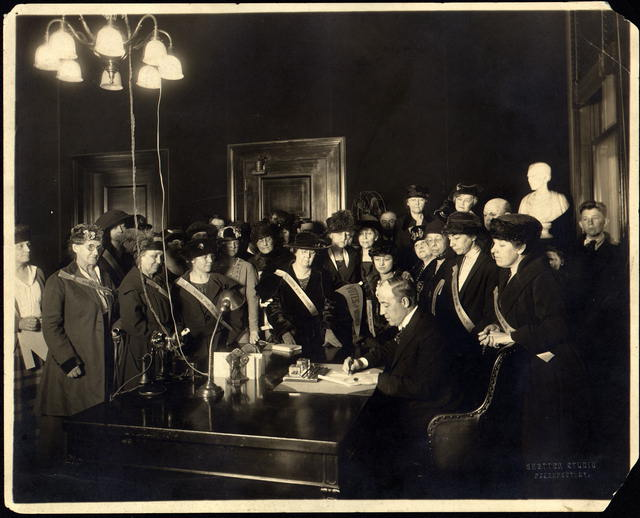
Губернатор Морроу подписывает 19-ю поправку, дающую право голоса женщинам (6 января 1920 года)

В начале 1920-х годов (известных как «ревущие двадцатые») в жизнь кентуккийцев вошли кино и автомобили: в 1921 году в штате было уже 127 500 автомобилей. Стремительно развивался спорт, особенно скачки, а также бокс, теннис, гольф, американский футбол и бейсбол. Изменения произошли в женской моде США — женщины стали чаще стричь волосы коротко, носить короткие юбки или брюки; данный тренд затронул и Кентукки. Изменения в жизни стали порождать сопротивление: кентуккийские девушки, следующие новой моде, сталкивались с социальными санкциями, такими как отчисление из колледжа за короткую стрижку, начались протесты против преподавания теории эволюции, а в марте 1922 года билль о запрете преподавания был предложен Ассамблее штата; голосование пришло к тупиковому результату (41-41), и в итоге билль не был принят. Его снова предлагали в 1926 и 1928 году, после чего попытки прекратились. В то же время Томас Морган, кентуккиец и выпускник Кентуккийского университета, стал ведущим исследователем генетики, за что получил Нобелевскую премию в 1933 году.
В 1920-е годы в штате появился Второй Ку-клукс-клан, который призывал избавить страну от католиков, евреев и иностранцев, хотя они не представляли проблемы: в 1926 году в Кентукки проживало всего 126 000 католиков, а лиц иностранного происхождения было 2 % от населения штата. Чернокожие составляли 9,5 % от населения, и к середине 1920-х были уже сегрегированы скачки, транспорт, парки, отели, театры, библиотеки и рестораны. Ку-клукс-клан слабо прижился в штате, и его организации насчитывали, по современным подсчётам, около 30 000 человек. Он почти исчез к концу 1920-х годов, не повлияв ощутимо на жизнь Кентукки.
В мае 1919 года губернатор Стэнли покинул пост и перешёл в Сенат США. Вице-губернатор Джеймс Блэк, временно занявший пост губернатора, проиграл на выборах республиканцу Эдвину Морроу. При Морроу была ратифицирована поправка о праве голосования для женщин и в Ассамблее появилась первый депутат-женщина, Мэри Флэнери. В поселении Фэрвью был установлен памятник Джефферсону Дэвису, а дом Дэвиса в Бардстауне был выкуплен государством. В 1920 году Морроу использовал Национальную гвардию, чтобы спасти от линчевания чернокожего заключённого Уилла Локетта во время так называемого «Локеттского мятежа». Ассамблея приняла законы против линчевания и штат начал постепенно избавляться от внесудебных расправ.

### Депрессия и Новый курс

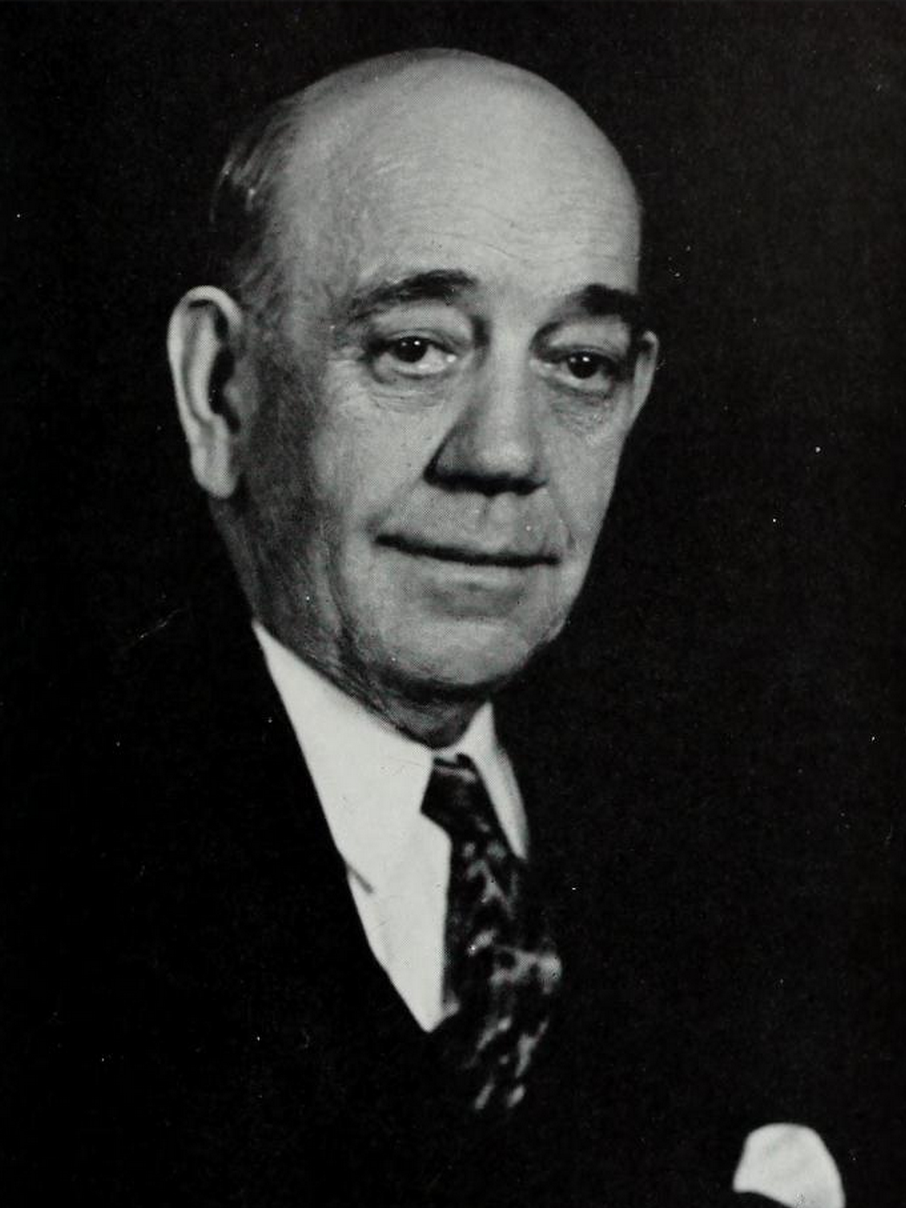
Губернатор Руби Лаффун

К началу 1930-х годов сельское хозяйство Кентукки находилось в глубоком кризисе. Сокращалось производство табака и кукурузы, и к 1928 году Кентукки был на предпоследнем месте по доходам фермеров. Засуха 1930 года уничтожила урожай, а перед этим, в октябре 1929 года, случился обвал финансового рынка по всей стране. Один за другим разорялись банки, а 16 ноября 1930 года разорился крупнейший в штате банк: «BankoKentucky Company». И уже под конец десятилетия, в январе 1937 года, случилось катастрофическое наводнение реки Огайо, которое нанесло большой ущерб экономике. Однако, несмотря на природные катаклизмы, Кентукки перенёс Великую депрессию легче, чем многие штаты. Отмена сухого закона оживила экономику, а сельский в целом уклад жизни штата позволял жителям выживать за счёт земли. В итоге население росло даже быстрее, чем в среднем по стране, и к 1940 году насчитывало 2 845 627 человек.
На губернаторских выборах 1931 года победу одержал демократ Руби Лаффун. Бюджету штата не хватало денег, и Лаффун предложил поднять налоги, что привело к бурному протесту: в марте 1932 года толпа разгромила резиденцию губернатора. Закон о налогах так и не был принят. Лаффуну с трудом удалось стабилизировать финансы, но ценой собственной репутации: к концу срока он жил под постоянной охраной. При Лаффуне в Кентукки прошли президентские выборы 1932 года, на которых в штате с большим отрывом победил Франклин Д. Рузвельт. Он назначил многих кентуккийцев на важные посты в своей администрации. Сенатор Баркли в 1937 году возглавил Сенат, Стэнли Рид стал главой Верховного суда, а Роберт Бингем стал послом в Великобритании. С этого момента Рузвельт стабильно получал в Кентукки большинство голосов: 58,4 % в 1936-м, 57,4 % в 1940-м, 54,5 % в 1944-м. Даже чернокожие, традиционно голосовавшие за республиканцев, теперь стали поддерживать демократическую партию.
При Рузвельте Кентукки стал получать помощь по программе «Нового курса». Главное внимание было уделено безработным; агентство Works Progress Administration (WPA) к 1935 году наняло на работу почти 60 000 человек, которые были задействованы на работах по улучшению инфраструктуры штата. Агентство Agricultural Adjustment Administration (AAA) смогло отрегулировать рынок и добиться повышения цен на фермерскую продукцию. 80 000 юных кентуккийцев работали над озеленением штата. В рамках программы Нового курса была построена Кентуккийская плотина, наркологический госпиталь в Лексингтоне, а база Форт-Нокс стала использоваться для хранения федеральных резервов.

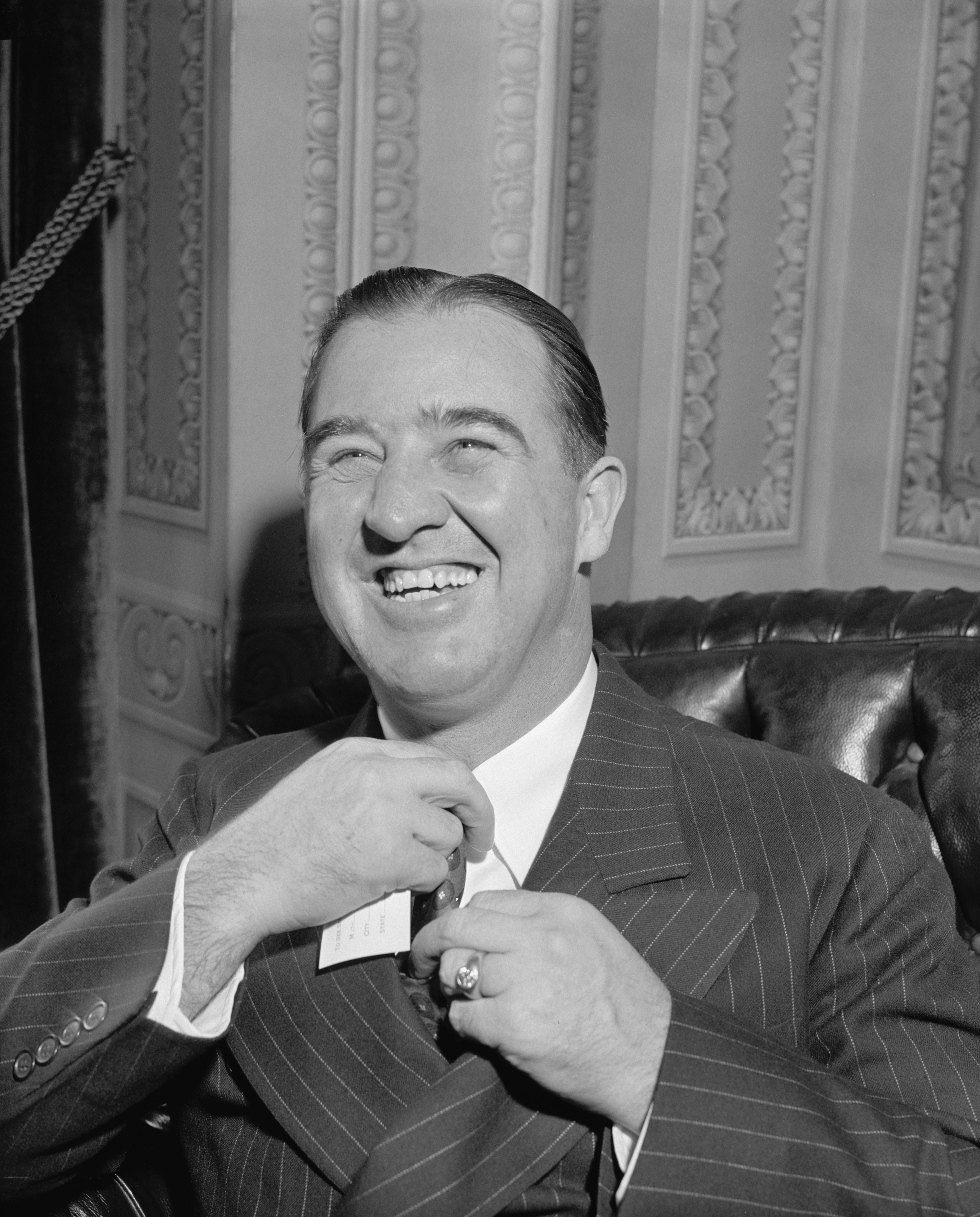
«Хэппи» Чандлер

Депрессия коснулась и угольных шахт в восточном Кентукки и привела к конфликту мужду шахтёрами и угольными компаниями, который известен как Харланская война. В мае 1931 года произошла первая перестрелка. Регион посетили несколько известных писателей (в их числе Теодор Драйзер). За период конфликта было убито 6 шахтёров и 5 представителей угольных компаний. К 1937 году под давлением федеральных властей компании пошли на заключение контрактов с профсоюзом шахтёров, что постепенно погасило конфликт.
На губернаторских выборах 1935 года победу одержал молодой харизматичный политик Альберт Бенжамин Чандлер, известный как «Хэппи» Чандлер. Он сразу отменил введённый Лаффуном налог на продажи и ввёл налог на алкоголь и сигареты. К тому времени отмена сухого закона увеличила доходы бюджета, и это позволило Чандлеру сократить внешний долг штата. При поддержке чернокожего политика Чарльза Андерсона был принят закон, позволивший финансировать обучение чернокожих студентов за пределами штата (поскольку сегрегация не позволяла им учиться в Кентукки). В целом Чандлер был успешным губернатором, и он решил избраться в Сенат США на выборах 1938 года, но против него был президент Рузвельт, который считал Чандлера опасным популистом наподобие луизианского губернатора Хьюи Лонга. В итоге на выборах победил действующий сенатор Олбен Баркли. Однако, когда в 1939 году умер сенатор Логан, Чандлер покинул пост губернатора, и новый губернатор Кин Джонсон назначил его сенатором на место Логана.

### Вторая мировая война
Начало Второй мировой войны заставило государство активнее вмешиваться в экономику и ввести ограничения на продажу многих товаров, но хорошие урожаи в 1940-х годах помогли перенести кризис. Промышленность штата частично переориентировалась на военные заказы: например, луисвиллская фабрика по производству бейсбольных бит стала производить приклады для винтовок. Луисвилл стал крупнейшим в стране производителем искусственного каучука. Однако в соседних штатах условия работы были лучше, что привело к оттоку населения: в 1940-х годах оно сократилось на 13 %. Многие мужские работы стали выполнять женщины, которые теперь, из-за дефицита нейлона для чулок, стали всё чаще носить брюки.
В штате расширились военные базы, появились новые госпитали. Оригиналы текстов Конституции США и Декларации независимости временно перенесли в Форт-Нокс. Многие кентуккийцы участвовали в первых боях Войны на Тихом океане, а адмирал Хазбанд Киммел из Хендерсона командовал американским флотом в Перл-Харборе. Всего 306 715 кентуккийцев служили в армии США в годы войны. Адмирал Уиллис Ли командовал соединением линейных кораблей, а генерал Саймон Бакнер командовал войсками на Окинаве. Франклин Соусли из округа Флеминг был одним из морских пехотинцев, которые подняли знамя США над островом Иводзима. В ходе войны погибло около 8000 кентуккийцев.
Губернатором штата в военные годы был демократ Кин Джонсон, который был осторожным и консервативным администратором. При нём внешний долг штата был полностью выплачен и образовался профицит бюджета. В 1941 году было законодательно разрешено использовать машины для голосования. Сенаторы Чандлер и Баркли в эти годы были переизбраны на новый срок. В 1943 году на губернаторских выборах неожиданно победил республиканец Саймон Уиллис, хотя демократы контролировали легислатуру штата. Несмотря на сложные военные годы, Уиллису удалось увеличить расходы на образование, расходы на престарелых и построить несколько туберкулёзных санаториев. К концу его администрации бюджет штата вырос с 31 миллиона долларов до 42. Несмотря на эти успехи, на выборах 1947 года победил демократ Эрл Клементс. С этого момента началось 20-летнее доминирование демократов в Кентукки.

### Послевоенные годы
Губернатор Клементс стал крупнейшим политиком Кентукки в грядущем десятилетии. Он не был хорошим оратором, но отличался выдающимися организаторскими способностями. При нём легислатура дважды вносила поправки в закон Дэя, сокращая расовые барьеры; Клементс снизил налог на наследство, поднял зарплаты учителям и улучшил финансирование строительства дорог в провинции. В ходе президентских выборов 1948 года он поддерживал Гарри Трумэна, вице-президентом при котором предполагался Олберт Баркли (хотя Трумэна в штате недолюбливали за политику в отношении гражданских прав). В итоге Трумэн и Баркли победили нью-йоркца Томаса Дьюи. На инаугурации президента присягу Трумэна принимал кентуккиец, Глава Верховного суда Фред Винсон. В 1950 году Клементс ушёл с поста губернатора и перешёл в Сенат США. Губернатором стал Лоуренс Уэтерби, губернаторство которого совпало с Корейской войной, на которой погибло 1025 кентуккийцев. Он уделял много внимания школьным учителям, которые к тому времени стали важной частью электората.

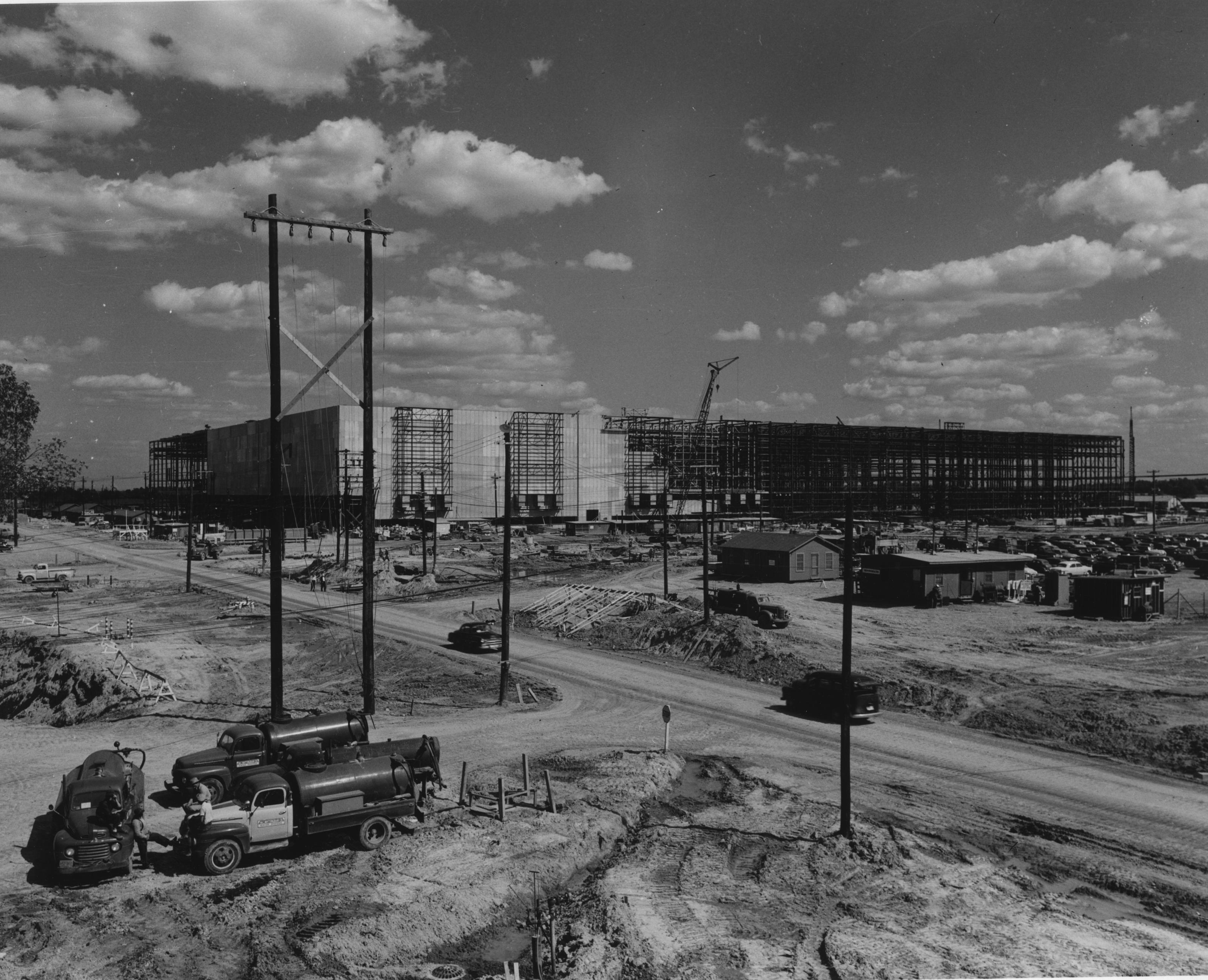
Строительство Падьюкского уранообогатительного завода, 1952 год

В 1940-х годах в США было разработано ядерное оружие, а в Теннесси была построена установка по обогащению урана, K-25. В 1950 году, ввиду обострения Холодной войны и вероятности вторжения Китая в Корею, было принято решение создать вторую установку. Она была построена в 1952 году в кентуккийской Падьюке и стала известна как Падьюкский газодиффузионный завод. В 1955 году появилась третья установка, в Огайо. В 1964 году все три прекратили производство оружейного урана и перешли на производство ядерного топлива для АЭС и военно-морского флота.
В начале 1950-х кентуккиец Фредерик Винсон, председатель Верховного суда, последовательно боролся против сегрегации. Он скончался в 1953 году, и уже его преемники в деле Brown v. Board of Education объявили сегрегацию полностью незаконной. Вскоре Кентукки стал для всей страны примером мирного решения вопроса десегрегации. За неё высказались пресса штата, оба сенатора и губернатор Уэтерби. На губернаторских выборах 1955 и 1959 годов ни один кандидат не рискнул высказываться против десегрегации.
В 1940-х годах ресторатор Харланд Сандерс из города Корбин изобрёл новый способ обжарки курицы, который он запатентовал, а в 1952 году вместе с бизнесменом Питом Харманом основал франшизу, для которой Харман придумал название Kentucky Fried Chicken. «Я никогда не был в Кентукки, — рассказывал потом Харман, — но для меня Кентукки ассоциируется с южным гостеприимством и хорошей едой». 4 августа того года первый ресторан KFC открылся в Солт-Лейк-Сити, в штате Юта.
В 1955 году губернаторский срок Уэтерби завершился, и в это время свою кандидатуру на выборах выставил Хэппи Чандлер. Коалиция Клементс-Уэтерби пыталась ему помешать, но не смогла, и Чандлер стал губернатором во второй раз. Судя по его прошлому, он мог оказаться как врагом, так и сторонником десегрегации, однако в 1956 году он открыто заявил, что постановление Верховного суда является законом, и он будет добиваться его исполнения. В 1955 году закон Дэя был признан неконституционным. В сентябре 1956 года Чандлер привлёк полицию и армию против сторонников сегрегации, которые блокировали школу в Стерджисе. Это показало населению, что правительство в самом деле поддерживает десегрегацию, и таких инцидентов больше не повторялось.
В 1959 году за пост губернатора боролись сторонники Чандлера и сторонники Клементса, и победил Берт Комбс (сторонник Клементса).

### 1960-е годы

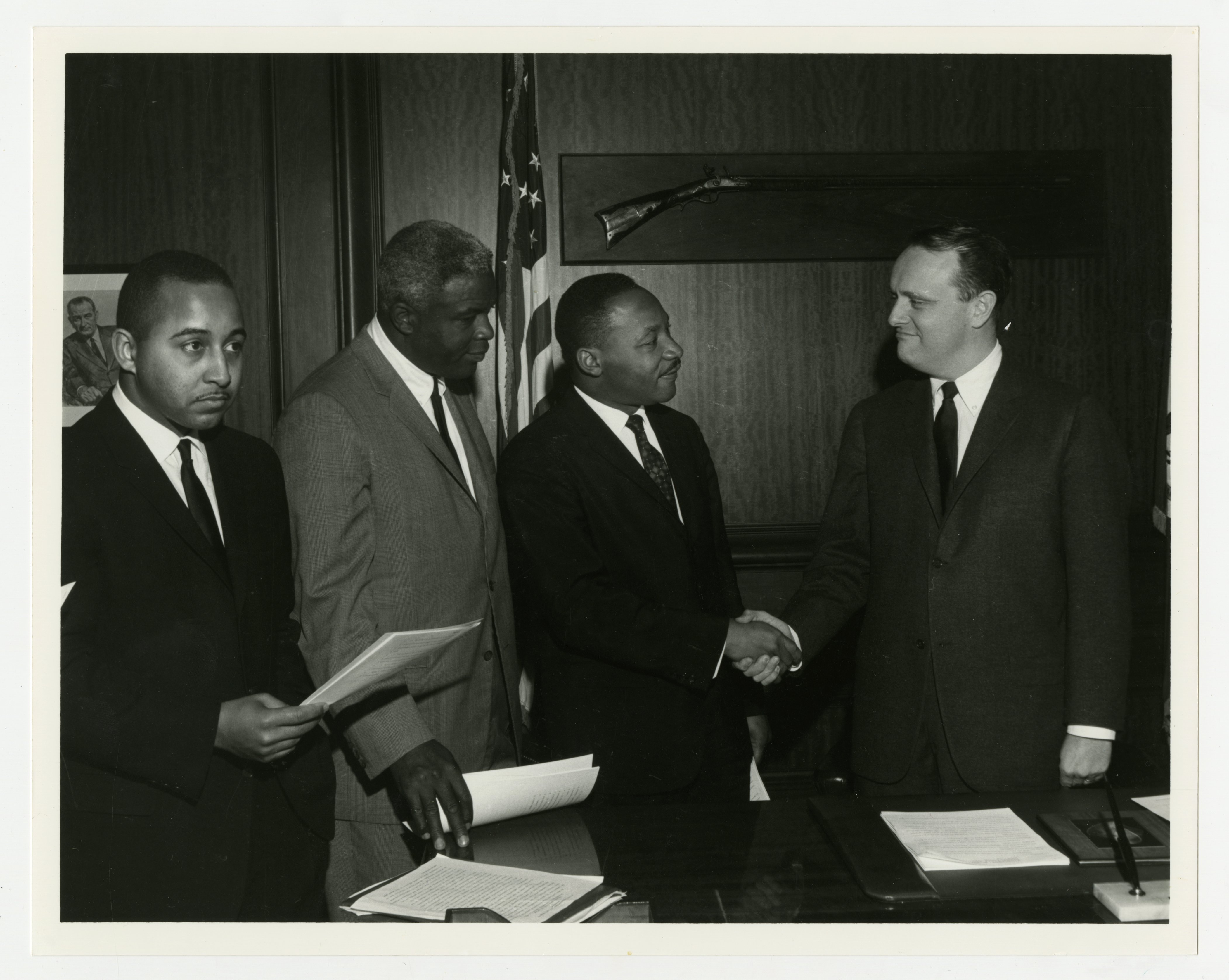
Встреча губернатора Бретитта с Мартином Лютером Кингом (1964 год)

Администрация Комбса считается самой прогрессивной администрацией XX века. Комбс губернаторским указом десегрегировал общественные помещения; было улучшено финансирование школ, дорог и национальных парков. С другой стороны, губернаторство Комбса омрачилось коррупционным скандалом, который испортил его отношения с Клементсом и стал началом заката политической карьеры Клементса. Между тем на президентских выборах 1960 года Кентукки голосовал в основном за Ричарда Никсона.
Своим преемником Комбс выдвинул демократа Эдварда Бретитта, который на выборах 1963 года столкнулся с республиканцем Луи Нанном. Нанн открыто выступил против гражданских прав, и проиграл, хотя Бретитт победил с незначительным перевесом голосов. В те же годы в Кентукки начались протесты против Вьетнамской войны. В 1962 году во Вьетнаме погиб первый кентуккиец, впоследствии погибло более 1000 уроженцев штата (из 125 000 участников войны). Кентуккийский сенатор Купер одним из первых стал осуждать войну и был автором так называемой Поправки Купера-Чёрча. Критиком войны стал также сенатор Мортон.
В Кентукки чернокожие имели право голосовать, поэтому развернувшаяся на Юге борьба за право голоса не коснулась Кентукки. В 1961 году чернокожая женщина Амелия Такер впервые попала в легислатуру; в 1967 году Джорджия Дэвис стала первой чернокожей женщиной — сенатором штата; в 1968 году мэром Гласгоу стал чернокожий Ласка Твиман. Но всё равно к 1970 году чернокожие составляли всего 1 % в администрации штата. В 1966 году губернатор Бретитт официально подписал Кентуккийский закон о гражданских правах, который открыл все публичные пространства для всех рас и запретил расовую дискриминацию при приёме на работу. В 1968 году Кентукки первым из южных штатов принял Fair Housing Act (запрещающий дискриминацию при продаже недвижимости). В Кентукки долгое время не было конфликтов на расовой почве, но в 1968 году случился расовый бунт в Луисвилле, а затем серия вспышек насилия по всему штату.
Неспокойная обстановка сказалась на губернаторских выборах 1967 года: демократ Марлоу Кук боролся против республиканца Луи Нанна. Нанн выражал интересы консерваторов, которые, по словам одного журналиста, «устали от битников, хиппи и борцов за гражданские права». Нанн победил и стал губернатором-республиканцем впервые за 20 лет, хотя это было в большей степени благодаря влиянию личности, чем партии, а вся легислатура осталась в основном демократической.
В 1968 году Нанн наложил вето на четверть всех законов, принятых Ассамблеей, а часть законов, инициированных чернокожими, вступили в силу без его подписи. В целом республиканцы в штате не пользовались большой популярностью и их влияние шло на спад, в отличие от прочих штатов Юга. Кентуккийцы в целом приняли десегрегацию, расовые споры прекратились, а расовые вопросы перестали влиять на исход выборов. Немного позже удар по репутации республиканцев нанёс Уотергейтский скандал.

### 1970-е годы
На праймериз демократической партии в 1971 году Уэнделл Форд победил Комбса, что стало концом политической карьеры Комбса, а затем на губернаторских выборах Форд победил республиканца Тома Эмбертона и Хэппи Чандлера, что тоже вывело Чандлера из политики. Уход Комбса и Чандлера сделал демократическую партию немного более единой, не расколотой на фракции. Форд отменил налог на продажи продуктов и реорганизовал правительство. В 1974 году он покинул пост губернатора и перешёл в Сенат, где потом отслужил несколько сроков. Его место губернатора занял Джулиан Кэрролл, первый в истории Кентукки губернатор из региона «Покупка Джексона». Он был опытным администратором, и так строго контролировал администрацию, что, по словам наблюдателя, «даже таракан не мог пробежать по залу сената без санкции губернатора». Он улучшил школы, расширил систему парков штата, а также предложил поправку к конституции (принятую в 1975 году), которая реорганизовала юридическую систему штата и стала образцом для всей страны. С другой стороны, его правлению сопутствовали стихийные бедствия и техногенные катастрофы.

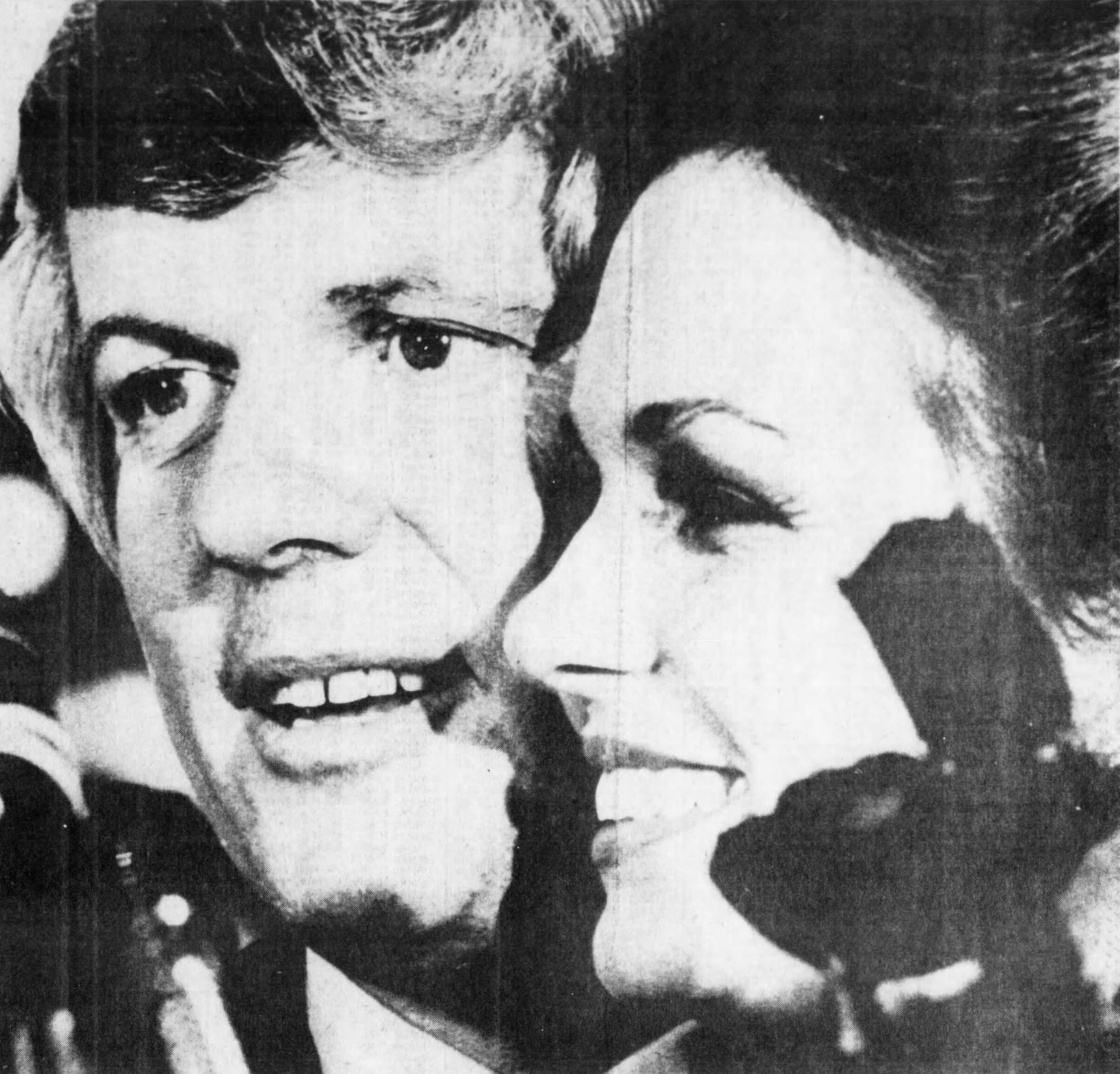
Браун и Филлис Джордж, фото 1981 года

В 1979 году в предвыборную гонку включился предприниматель Джон Браун — младший, совладелец компании «Kentucky Fried Chicken», который только что женился на Филлис Джордж (Мисс Америка 1971 года). Он финансировал предвыборную кампанию за свой счёт, грамотно используя телевидение. В итоге на губернаторских выборах он получил 558 008 голосов за, а его конкурент всего 381 278. Начиная с этого момента телевидение стало больше влиять на выборы, чем партийные организации, а личность и имидж политика стали важнее его философии. Избиратели стали больше зрителями, чем участниками политического процесса. Успехи Брауна на посту губернатора были невыразительны; безработица выросла с 5 % до 11 %, а доход на душу населения снизился. Когда в 1983 году Браун покинул пост, на партийных праймериз победила вице-губернатор Марта Коллинз, которая на губернаторских выборах победила республиканца Джеймса Баннинга (561 674—454 650) и стала первой в Кентукки женщиной-губернатором.

### 1980-е годы
Коллинз проявила себя хорошим администратором, в 1984 году её даже рассматривали в качестве возможного кандидата в вице-президенты. Она увеличила расходы на образование, повысила зарплаты учителям, и в целом, как бывший учитель, привлекла внимание к проблемам образования. При ней в 1985 году «Тойота Мотор» открыла завод в Джорджтауне, что привело к появлению сопутствующей индустрии, что считается главной заслугой Коллинз. В 1987 году в праймериз участвовало несколько крупных политиков, но победу одержал малоизвестный ранее Уоллес Уилкинсон, который на губернаторских выборах победил с рекордным перевесом, 504 674—273 141. Главной заслугой Уилкинсона считается принятие закона о «Кентуккийской образовательной реформе» (больше известного как KERA).

### 1990-е годы
В губернаторских выборах 1991 года участвовала жена Уилкинсона Марта, но сняла свою кандидатуру, а губернатором стал Бриртон Джонс, установивший новый рекорд перевеса голосов: 540 468—294 452. При нём была принята конституционная поправка, разрешающая губернатору избираться на второй срок и отменившая правило, согласно которому власть губернатора переходит к вице-губернатору, если губернатор покидает штат. Кроме того, впервые членом Верховного суда штата была назначена женщина — Сара Комбс. При Джонсе прошли президентские выборы 1992 года, на которых штат с небольшим перевесом проголосовал за Билла Клинтона.
Джонс старался сокращать расходы правительства и провёл сокращение штатов, но в то же время следил, чтобы образовательная реформа (KERA) хорошо финансировалась. При нём все школы штата были подключены к интернету. На губернаторских выборах 1995 года победил демократ Пол Паттон, впоследствии переизбранный в 1999 году. Активная поддержка образовательной реформы была одной из причин его победы. Он сразу же объявил, что его главной целью является реформа кентуккийского высшего образования, и придерживался этой цели все восемь лет своего губернаторства. Он проявил себя сильным лидером, особенно в 1996 и 1997 годах, и провёл ряд реформ, но именно эти успехи привели к появлению большого количества тех, кто был недоволен его деятельностью. Несмотря на оппозицию, он продолжил реформы в 1998 году, пользуясь профицитом бюджета. Он легко победил конкурента на выборах 1999 года, но с этого момента ситуация изменилась: два кентуккийских сенатора-демократа перешли в республиканскую партию, из-за чего к концу века Паттон получил политически расколотую Ассамблею. Из-за этого он ничего не достиг на сессиях Ассамблеи 2000 и 2001 года.
В последние годы века в Кентукки стало стремительно развиваться автомобилестроение: занятость в этой отрасли выросла на 35 % с 1995 по 2000 год. По этому показателю Кентукки оказался на втором месте в десятке ведущих автомобилестроительных штатов. В Кентукки собирается три из каждых десяти американских автомобилей, в том числе Chevrolet Corvette, который с 1981 года собирается в Боулинг-Грин. Главной причиной успеха называют центральное расположение штата, хорошую транспортную систему и низкие цены на электричество. Повлияло и наличие Центра инженерных исследований (CRMS) при Кентуккийском университете, который обучает тысячи инженеров для всего мира. Промышленные рабочие Кентукки считаются одними из самых продуктивных в стране, а зарплаты в кентуккийском автомобилестроении несколько ниже, чем в аналогичной отрасли других штатов.

## XXI век
Помимо неудач на сессиях в первые годы нового века репутация Паттона сильно пострадала в 2002 году, когда вскрылись его внебрачные отношения с некой Тиной Коннер. Это привело к крупному коррупционному скандалу и требованиям отставки губернатора. Паттон признал связь с Коннер, но отрицал все обвинения в коррупции. Вместе с тем он понимал, что утратил влияние в правительстве, и это случилось как раз во время сложной экономической ситуации в штате. Он покинул пост в 2003 году, запомнившись более неудачами, чем достижениями. Губернатором стал республиканец Эрни Флетчер, член Палаты представителей США от Кентукки. Ему в наследство достались расстроенные финансы, что заставило его тоже сокращать доходы бюджета, но, следуя предвыборному обещанию, он не повышал налогов.
На выборах 2007 года губернатором стал республиканец Стив Бешир, при котором Кентукки стал первым штатом, принявшим образовательный стандарт Common Core. Беширу достались финансы, расстроенные его предшественниками, и ему даже пришлось временно сокращать расходы на образование. Для получения дополнительных средств он предложил в 2008 году легализовать казино, но предложение было отвергнуто Ассамблеей. Президентские выборы 2008 года показали, что республиканцы уверенно удерживают Кентукки, несмотря на рост популярности Демократической партии в целом по стране: республиканский кандидат Джон Маккейн победил в штате, набрав 57,5 % голосов, сенатор-республиканец Митч Макконелл был переизбран на новый срок. В Палате представителей США Кентукки теперь представляли четыре республиканца и два демократа. В 2015 году президент Барак Обама предложил принять 10 000 беженцев из Сирии, что вызвало протест многих губернаторов, но Бешир поддержал эту инициативу.
Кентукки оставался форпостом республиканцев на выборах 2012 и 2016 годов. В 2012 году в штате 60,5 % голосов получил кандидат от республиканцев Митт Ромни, а в 2016 году Дональд Трамп получил в штате 62,5 % голосов. В 2016 году республиканцы доминировали в Ассамблее штата, а в Палате представителей США пять из шести делегатов были республиканцами.
В начале века газодиффузионный завод в Падьюке принадлежал корпорации USEC, и после закрытия остальных заводов оставался единственным в своём роде, а USEC была одним из четырёх основных производителей обогащённого урана в мире. Однако технологии обогащения урана к тому времени изменились, рынок урана стал перенасыщен, и обогащение урана в Падьюке стало экономически невыгодным. В июне 2013 года Падьюкский завод был закрыт и начался процесс очистки его территории.

### COVID-19 в Кентукки
Первый случай позитивного теста на COVID-19 в Кентукки случился 6 марта 2020 года, после чего губернатор Энди Бешир сразу же ввёл в штате чрезвычайное положение. Несколько крупных коммерсантов объявили его указ незаконным и подали в суд, но суд встал на сторону губернатора. В ответ на это республиканское большинство в Ассамблее заявило, что будет вводить законы, ограничивающие полномочия губернатора. Сенатор Рэндалл Пол не верил в реальность эпидемии и считал ограничения избыточными, но 22 марта его собственный тест оказался позитивным. 14 декабря 2020 года в штате была использована первая вакцина против вируса. Сформировалась и категория тех, кто не доверял вакцинам. Их было больше всего среди республиканцев (42 %), лиц возраста 30-49 лет (36 %) и сельских жителей (35 %). Экономика штата перенесла удар, сравнимый с временами Великой депрессии. Впервые за 75 лет своевременно не прошёл Дерби в Кентукки, пострадал пищевой и отельный бизнес, при этом в последнем потеряли работу десятки тысяч человек. В 2021 году пандемия пошла на спад, а в штате к этому времени было уже 567 пунктов вакцинации.

### Статьи
- Lucien Beckner. Kentucky before Boone: The Siouan People (англ.) // The Register of the Kentucky Historical Society. — Kentucky Historical Society, 1948. — Vol. 46, iss. 154. — P. 384—396.